# 1971
| [ Edytuj tabelę ]                                                | |
| Przewodniczący Rady Państwa                                      | - 1970 Józef Cyrankiewicz 1972 |
| Premier Polski                                                   | - 1970 Piotr Jaroszewicz 1980 |
| Prezydent Polski na uchodźstwie                                  | - 1947 August Zaleski 1972 |
| Premier rządu RP na uchodźstwie                                  | - 1970 Zygmunt Muchniewski 1972 |
| I sekretarz KC PZPR                                              | - 1970 Edward Gierek 1980 |
| Król Afganistanu                                                 | - 1933 Mohammad Zaher Szah 1973 |
| Premier Afganistanu                                              | - 1967 Mohammad Nur Ahmad Etemadi 1971 - 1971 Abdul Zahir 1972                                                                               |
| Przywódca Albanii                                                | - 1944 Enver Hoxha 1985 |
| Premier Albanii                                                  | - 1954 Mehmet Shehu 1981 |
| Prezydent Algierii                                               | - 1965 Huari Bumedien 1978 |
| Premier Algierii                                                 | - 1963 urząd zniesiony 1979 |
| Współksiążęta Andory                                             | - 1969 Ramón Malla Call (p.o.) 1971 - 1971 Joan Martí i Alanís 2003 - 1969 Georges Pompidou 1974                                             |
| Król Arabii Saudyjskiej                                          | - 1964 Fajsal ibn Abd al-Aziz Al Su’ud 1975                                                                                                  |
| Prezydent Argentyny                                              | - 1970 gen. Roberto Marcelo Levingston 1971 - 1971 rada wojskowa 1971 - 1971 gen. Alejandro Agustin Lanusse 1973                             |
| Premier Australii                                                | - 1968 John Gorton 1971 - 1971 William McMahon 1972                                                                                          |
| Prezydent Austrii                                                | - 1965 Franz Jonas 1974 |
| Kanclerz Austrii                                                 | - 1970 Bruno Kreisky 1983 |
| Emir Bahrajnu                                                    | - 1971 Isa ibn Salman Al Chalifa 1999 |
| Premier Bahrajnu                                                 | - 1970 Chalifa ibn Salman Al Chalifa 2020 |
| Prezydent Bangladeszu                                            | - 1971 Sheikh Mujibur Rahman 1972 |
| Premier Bangladeszu                                              | - 1971 Tajuddin Ahmed 1972 |
| Premier Barbadosu                                                | - 1966 Errol Barrow 1976 |
| Przewodniczący Zjednoczonej Rady Rewolucyjnej Birmy              | - 1962 Ne Win 1974 |
| Premier Birmy                                                    | - 1962 Ne Win 1974 |
| Król Belgów                                                      | - 1951 Baudouin 1993 |
| Premier Belgii                                                   | - 1968 Gaston Eyskens 1973 |
| Prezydent Beninu                                                 | - 1970 Hubert Maga 1972 |
| Król Bhutanu                                                     | - 1952 Jigme Dorji Wangchuck 1972 |
| Premier Bhutanu                                                  | - 1964 urząd zniesiony 1998 |
| Prezydent Boliwii                                                | - 1970 Juan José Torres 1971 - 1971 Hugo Banzer Suárez 1978                                                                                  |
| Prezydent Botswany                                               | - 1966 Seretse Khama 1980 |
| Prezydent Brazylii                                               | - 1969 Emílio Garrastazu Médici 1974 |
| Sułtan Brunei                                                    | - 1967 Hassanal Bolkiah |
| Przywódca Bułgarii                                               | - 1954 Todor Żiwkow 1989 |
| Premier Bułgarii                                                 | - 1962 Todor Żiwkow 1971 - 1971 Stanko Todorow 1981                                                                                          |
| Prezydent Burundi                                                | - 1966 Michel Micombero 1976 |
| Premier Burundi                                                  | - 1966 urząd zniesiony 1972 |
| Prezydent Chile                                                  | - 1970 Salvador Allende 1973 |
| Przewodniczący ChRL                                              | - 1968 Song Qingling 1972 - 1968 Dong Biwu 1975                                                                                              |
| Premier Chin                                                     | - 1949 Zhou Enlai 1976 |
| Prezydent Cypru                                                  | - 1960 Michail Muskos 1974 |
| Prezydent Czadu                                                  | - 1960 François Tombalbaye 1975 |
| Premier Czadu                                                    | - 1960 urząd zniesiony 1978 |
| Prezydent Czechosłowacji                                         | - 1968 Ludvík Svoboda 1975 |
| Premier Czechosłowacji                                           | - 1970 Lubomír Štrougal 1988 |
| Król Danii                                                       | - 1947 Fryderyk IX 1972 |
| Premier Danii                                                    | - 1968 Hilmar Baunsgaard 1971 - 1971 Jens Otto Krag 1972                                                                                     |
| Prezydent DR Konga                                               | - 1965 Joseph-Désiré Mobutu 1971 |
| Dalajlama                                                        | - 1940 Tenzin Gjaco |
| Prezydent Dominikany                                             | - 1966 Joaquín Balaguer 1978 |
| Prezydent Egiptu                                                 | - 1970 Anwar as-Sadat 1981 |
| Premier Egiptu                                                   | - 1970 Mahmud Fauzi 1972 |
| Prezydent Ekwadoru                                               | - 1968 José María Velasco Ibarra 1972 |
| Cesarz Etiopii                                                   | - 1941 Hajle Syllasje 1974 |
| Premier Etiopii                                                  | - 1961 Aklilu Habte-Ueld 1974 |
| Przew. Komisji Europejskiej                                      | - 1970 Franco Maria Malfatti (Włochy) 1972                                                                                                   |
| Premier Fidżi                                                    | - 1970 Kamisese Mara 1987 |
| Prezydent Filipin                                                | - 1965 Ferdinand Marcos 1986 |
| Prezydent Finlandii                                              | - 1956 Urho Kekkonen 1981 |
| Premier Finlandii                                                | - 1970 Ahti Karjalainen 1971 - 1971 Teuvo Aura 1972                                                                                          |
| Prezydent Francji                                                | - 1969 Georges Pompidou 1974 |
| Premier Francji                                                  | - 1969 Jacques Chaban-Delmas 1972 |
| Prezydent Gabonu                                                 | - 1967 Omar Bongo 2009 |
| Premier Gabonu                                                   | - 1961 urząd zniesiony 1975 |
| Prezydent Gambii                                                 | - 1970 Dawda Kairaba Jawara 1994 |
| Prezydent Ghany                                                  | - 1970 Edward Akufo-Addo 1972 |
| Prezydent Górnej Wolty                                           | - 1966 Sangoulé Lamizana 1980 |
| Król Grecji                                                      | - 1964 Konstantyn II 1973 |
| Premier Grecji                                                   | - 1967 Jeorjos Papadopulos 1973 |
| Prezydent Gujany                                                 | - 1970 Arthur Chung 1980 |
| Premier Gujany                                                   | - 1964 Forbes Burnham 1980 |
| Prezydent Gwatemali                                              | - 1970 Carlos Manuel Arana Osorio 1974 |
| Prezydent Gwinei                                                 | - 1958 Ahmed Sekou Touré 1984 |
| Prezydent Gwinei Równikowej                                      | - 1968 Francisco Macías Nguema 1979 |
| Prezydent Haiti                                                  | - 1957 François Duvalier 1971 - 1971 Jean-Claude Duvalier 1986                                                                               |
| Regent Hiszpanii                                                 | - 1947 Francisco Franco 1975 |
| Premier Hiszpanii                                                | - 1939 Francisco Franco 1973 |
| Król Holandii                                                    | - 1948 Juliana 1980 |
| Premier Holandii                                                 | - 1967 Piet de Jong 1971 - 1971 Barend Biesheuvel 1973                                                                                       |
| Prezydent Hondurasu                                              | - 1963 Oswaldo López Arellano 1971 - 1971 Ramón Ernesto Cruz Uclés 1972                                                                      |
| Szach Iranu                                                      | - 1941 Mohammad Reza Pahlawi 1979 |
| Premier Iranu                                                    | - 1965 Amir Abbas Howejda 1977 |
| Prezydent Iraku                                                  | - 1968 Ahmad Hasan al-Bakr 1979 |
| Premier Iraku                                                    | - 1968 Ahmad Hasan al-Bakr 1979 |
| Prezydent Indii                                                  | - 1969 Varahagiri Venkata Giri 1974 |
| Premier Indii                                                    | - 1966 Indira Gandhi 1977 |
| Prezydent Indonezji                                              | - 1967 Suharto 1998 |
| Prezydent Irlandii                                               | - 1959 Éamon de Valera 1973 |
| Premier Irlandii                                                 | - 1966 Jack Lynch 1973 |
| Prezydent Islandii                                               | - 1968 Kristján Eldjárn 1980 |
| Premier Islandii                                                 | - 1970 Jóhann Hafstein 1971 - 1971 Ólafur Jóhannesson 1974                                                                                   |
| Prezydent Izraela                                                | - 1963 Zalman Szazar 1973 |
| Premier Izraela                                                  | - 1969 Golda Meir 1974 |
| Premier Jamajki                                                  | - 1967 Hugh Shearer 1972 |
| Cesarz Japonii                                                   | - 1926 Hirohito 1989 |
| Premier Japonii                                                  | - 1964 Eisaku Satō 1972 |
| Prezydent Jemenu Południowego                                    | - 1969 Salim Ali Rubai 1978 |
| Prezydent Jemenu Północnego                                      | - 1967 Abdul Rahman al-Iriani 1974 |
| Król Jordanii                                                    | - 1952 Husajn 1999 |
| Premier Jordanii                                                 | - 1970 Wasfi at-Tall 1971 - 1971 Ahmad al-Lauzi 1973                                                                                         |
| Prezydent Jugosławii                                             | - 1953 Josip Broz Tito 1980 |
| Premier Jugosławii                                               | - 1969 Mitja Ribičič 1971 - 1971 Džemal Bijedić 1977                                                                                         |
| Prezydent Kamerunu                                               | - 1960 Ahmadou Ahidjo 1982 |
| Premier Kanady                                                   | - 1968 Pierre Trudeau 1979 |
| Emir Kataru                                                      | - 1960 Ali ibn Abd Allah Al Sani 1971 - 1971 Ahmad ibn Ali 1972                                                                              |
| Premier Kataru                                                   | - 1971 Chalifa ibn Ahmad 1995 |
| Prezydent Kenii                                                  | - 1964 Jomo Kenyatta 1978 |
| Prezydent Republiki Khmerów                                      | - 1970 Cheng Heng 1972 |
| Premier Republiki Khmerów                                        | - 1970 Lon Nol 1971 - 1971 Sisowath Sirik Matak 1972                                                                                         |
| Prezydent Kolumbii                                               | - 1970 {{link-interwiki\|Misael Pastrana Borrero\|Q=Q728833}} 1974                                                                           |
| Prezydent Konga                                                  | - 1969 Marien Ngouabi 1977 |
| Premier Konga                                                    | - 1969 urząd zniesiony 1973 |
| Patriarcha Konstantynopola                                       | - 1948 Atenagoras I 1972 |
| Prezydent Korei Południowej                                      | - 1963 Park Chung-hee 1979 |
| Premier Korei Południowej                                        | - 1970 Paik Too-chin 1971 - 1971 Kim Jong-pil 1975                                                                                           |
| Premier KRLD                                                     | - 1948 Kim Il Sŏng 1972 |
| Prezydent Kostaryki                                              | - 1970 José Figueres Ferrer 1974 |
| Prezydent Kuby                                                   | - 1959 Osvaldo Dorticós Torrado 1976 |
| Premier Kuby                                                     | - 1959 Fidel Castro 1976 |
| Emir Kuwejtu                                                     | - 1965 Sabah III 1977 |
| Premier Kuwejtu                                                  | - 1965 Dżabir al-Ahmad al-Dżabir as-Sabah 1978                                                                                               |
| Król Laosu                                                       | - 1959 Savang Vatthana 1975 |
| Król Lesotho                                                     | - 1966 Moshoeshoe II 1990 |
| Premier Lesotho                                                  | - 1965 Leabua Jonathan 1986 |
| Prezydent Libanu                                                 | - 1970 Sulajman Farandżijja 1976 |
| Premier Libanu                                                   | - 1970 Saëb Salam 1973 |
| Prezydent Liberii                                                | - 1944 William Tubman 1971 - 1971 William Tolbert Jr. 1980                                                                                   |
| Przywódca Libii                                                  | - 1969 Mu’ammar al-Kaddafi 2011 |
| Premier Libii                                                    | - 1970 Mu’ammar al-Kaddafi 1972 |
| Książę Liechtensteinu                                            | - 1938 Franciszek Józef II 1989 |
| Premier Liechtensteinu                                           | - 1970 Alfred Hilbe 1974 |
| Premier Litwyna emigracji                                        | - 1940 Stasys Lozoraitis 1983 |
| Wielki książę Luksemburga                                        | - 1964 Jan 2000 |
| Premier Luksemburga                                              | - 1959 Pierre Werner 1974 |
| Prezydent Madagaskaru                                            | - 1960 Philibert Tsiranana 1972 |
| Prezydent Malawi                                                 | - 1966 Hastings Kamuzu Banda 1994 |
| Prezydent Malediwów                                              | - 1968 Ibrahim Nasir 1978 |
| Król Malezji                                                     | - 1970 Tuanku Abdul Halim 1975 |
| Premier Malezji                                                  | - 1970 Tun Abdul Razak 1976 |
| Prezydent Mali                                                   | - 1968 Moussa Traoré 1991 |
| Premier Mali                                                     | - 1969 urząd zniesiony 1986 |
| Premier Malty                                                    | - 1962 George Borg Olivier 1971 - 1971 Dom Mintoff 1984                                                                                      |
| Król Maroka                                                      | - 1961 Hassan II 1999 |
| Premier Maroka                                                   | - 1969 Ahmad al-Araki 1971 - 1971 Mohammed Karim Lamrani 1972                                                                                |
| Prezydent Mauretanii                                             | - 1960 Muchtar wuld Dadda 1978 |
| Premier Mauretanii                                               | - 1961 urząd zniesiony 1979 |
| Premier Mauritiusa                                               | - 1968 Seewoosagur Ramgoolam 1982 |
| Prezydent Meksyku                                                | - 1970 Luis Echeverría 1976 |
| Książę Monako                                                    | - 1949 Rainier III 2005 |
| Minister stanu Monako                                            | - 1969 François-Didier Gregh 1972 |
| Przewodniczący Prezydium Wielkiego Churału Ludowego Mongolii     | - 1960 Dżamsrangijn Sambuu 1972 |
| Premier Mongolii                                                 | - 1952 Jumdżaagijn Cedenbal 1974 |
| Sekretarz generalny NATO                                         | - 1964 Manlio Brosio (Włochy) 1971 - 1971 Joseph Luns (Holandia) 1984                                                                        |
| Prezydent Nauru                                                  | - 1968 Hammer DeRoburt 1976 |
| Król Nepalu                                                      | - 1955 Mahendra 1972 |
| Premier Nepalu                                                   | - 1970 Gehendra Bahadur Rajbhandary (p.o.) 1971 - 1971 Kirti Nidhi Bista 1973                                                                |
| Prezydent Niemiec                                                | - 1969 Gustav Heinemann 1974 |
| Kanclerz Niemiec                                                 | - 1969 Willy Brandt 1974 |
| Prezydent Nigru                                                  | - 1960 Hamani Diori 1974 |
| Prezydent Nigerii                                                | - 1966 Yakubu Gowon 1975 |
| Prezydent Nikaragui                                              | - 1967 Anastasio Somoza Debayle 1972 |
| Król Norwegii                                                    | - 1957 Olaf V 1991 |
| Premier Norwegii                                                 | - 1965 Per Borten 1971 - 1971 Trygve Bratteli 1972                                                                                           |
| Premier Nowej Zelandii                                           | - 1960 Keith Holyoake 1972 |
| Przewodniczący Rady Państwa NRD                                  | - 1960 Walter Ulbricht 1973 |
| Premier NRD                                                      | - 1964 Willi Stoph 1973 |
| Sułtan Omanu                                                     | - 1970 Kabus ibn Sa’id 2020 |
| Sekretarz generalny ONZ                                          | - 1961 U Thant (Birma) 1971 |
| Prezydent Pakistanu                                              | - 1969 Yahya Khan 1971 - 1971 Zulfikar Ali Bhutto 1973                                                                                       |
| Premier Pakistanu                                                | - 1958 urząd zniesiony 1971 - 1971 Nurul Amin 1971 - 1971 wakat 1973                                                                         |
| Prezydent Panamy                                                 | - 1969 Demetrio Lakas Bahas 1978 |
| Wojskowy przywódca Panamy                                        | - 1968 Omar Torrijos 1981 |
| Papież                                                           | - 1963 Paweł VI 1978 |
| Prezydent Paragwaju                                              | - 1954 gen. Alfredo Stroessner 1989 |
| Prezydent Peru                                                   | - 1968 Juan Velasco Alvarado 1975 |
| Prezydent Południowej Afryki                                     | - 1968 Jacobus Fouché 1975 |
| Premier Południowej Afryki                                       | - 1966 Balthazar Vorster 1978 |
| Prezydent Portugalii                                             | - 1958 Américo Tomás 1974 |
| Premier Portugalii                                               | - 1968 Marcelo Caetano 1974 |
| Sekretarz generalny Rady Europy                                  | - 1969 Lujo Tončić-Sorinj (Austria) 1974 |
| Prezydent Republiki Środkowoafrykańskiej                         | - 1966 Jean-Bédel Bokassa 1976 |
| Premier Republiki Środkowoafrykańskiej                           | - 1960 urząd zniesiony 1975 |
| Prezydent Rodezji                                                | - 1970 Clifford Walter Dupont 1975 |
| Premier Rodezji                                                  | - 1965 Ian Smith 1979 |
| Prezydent Rumunii                                                | - 1967 Nicolae Ceaușescu 1989 |
| Premier Rumunii                                                  | - 1961 Ion Gheorghe Maurer 1974 |
| Prezydent Rwandy                                                 | - 1962 Grégoire Kayibanda 1973 |
| Prezydent Salwadoru                                              | - 1967 Fidel Sánchez Hernández 1972 |
| O le Ao o le Malo Samoa                                          | - 1962 Malietoa Tanumafili II 2007 |
| Premier Samoa                                                    | - 1970 Tupua Tamasese Lealofi IV 1973 |
| Kapitanowie regenci San Marino                                   | - 1970 Simone Rossini Giuseppe Lonfernini 1971 - 1971 Luigi Lonfernini Attilio Montanari 1971 - 1971 Federico Carattoni Marino Vagnetti 1972 |
| Sekretarz Stanu do spraw Politycznych i Zagranicznych San Marino | - 1957 Federico Bigi 1972 |
| Prezydent Senegalu                                               | - 1960 Léopold Sédar Senghor 1980 |
| Premier Senegalu                                                 | - 1970 Abdou Diouf 1980 |
| Prezydent Sierra Leone                                           | - 1971 Christopher Okoro Cole 1971 - 1971 Siaka Stevens 1985                                                                                 |
| Premier Sierra Leone                                             | - 1968 Siaka Stevens 1971 |
| Prezydent Singapuru                                              | - 1970 Yeoh Ghim Seng (p.o.) 1971 - 1971 Benjamin Sheares 1981                                                                               |
| Premier Singapuru                                                | - 1965 Lee Kuan Yew 1990 |
| Prezydent Somalii                                                | - 1969 Mohammed Siad Barre 1991 |
| Premier Somalii                                                  | - 1970 urząd zniesiony 1987 |
| Premier Sri Lanki                                                | - 1970 Sirimavo Bandaranaike 1977 |
| Król Suazi                                                       | - 1968 Sobhuza II 1982 |
| Premier Suazi                                                    | - 1967 Makhosini Dlamini 1976 |
| Prezydent Sudanu                                                 | - 1969 Dżafar Muhammad an-Numajri 1985 |
| Premier Sudanu                                                   | - 1969 Dżafar Muhammad an-Numajri 1976 |
| Prezydent Syrii                                                  | - 1970 Ahmad al-Chatib (p.o.) 1971 - 1971 Hafiz al-Asad 2000                                                                                 |
| Premier Syrii                                                    | - 1970 Hafiz al-Asad 1971 - 1971 Abd ar-Rahman Chulajfawi 1972                                                                               |
| Prezydent Szwajcarii                                             | - 1971 Rudolf Gnägi 1971 |
| Król Szwecji                                                     | - 1950 Gustaw VI Adolf 1973 |
| Premier Szwecji                                                  | - 1969 Olof Palme 1976 |
| Król Tajlandii                                                   | - 1946 Bhumibol Adulyadej 2016 |
| Premier Tajlandii                                                | - 1963 Thanom Kittikachorn 1973 |
| Prezydent Tajwanu                                                | - 1950 Czang Kaj-szek 1975 |
| Prezydent Tanzanii                                               | - 1964 Julius Nyerere 1985 |
| Prezydent Togo                                                   | - 1967 Gnassingbé Eyadéma 2005 |
| Premier Togo                                                     | - 1961 urząd zniesiony 1991 |
| Król Tonga                                                       | - 1965 Taufaʻahau Tupou IV 2006 |
| Premier Tonga                                                    | - 1965 Sione Ngū Manumataongo Uelingatoni 1991                                                                                               |
| Premier Trynidadu i Tobago                                       | - 1962 Eric Williams 1981 |
| Prezydent Tunezji                                                | - 1957 Habib Burgiba 1987 |
| Premier Tunezji                                                  | - 1970 Al-Hadi Nuwajra 1980 |
| Prezydent Turcji                                                 | - 1966 Cevdet Sunay 1973 |
| Premier Turcji                                                   | - 1965 Süleyman Demirel 1971 - 1971 Nihat Erim 1972                                                                                          |
| Prezydent Ugandy                                                 | - 1966 Milton Obote 1971 - 1971 Idi Amin 1979                                                                                                |
| Premier Ugandy                                                   | - 1966 urząd zniesiony 1980 |
| Prezydent Urugwaju                                               | - 1967 Jorge Pacheco Areco 1972 |
| Prezydent USA                                                    | - 1969 Richard Nixon 1974 |
| Prezydent Wenezueli                                              | - 1969 Rafael Caldera 1974 |
| Prezydent Węgier                                                 | - 1967 Pál Losonczi 1987 |
| Premier Węgier                                                   | - 1967 Jenő Fock 1975 |
| Monarcha Wielkiej Brytanii                                       | - 1952 Elżbieta II 2022 |
| Premier Wielkiej Brytanii                                        | - 1970 Edward Heath 1974 |
| Prezydent Wietnamu Północnego                                    | - 1969 Tôn Đức Thắng 1976 |
| Premier Wietnamu Północnego                                      | - 1955 Phạm Văn Đồng 1976 |
| Prezydent Wietnamu Południowego                                  | - 1965 Nguyễn Văn Thiệu 1975 |
| Premier Wietnamu Południowego                                    | - 1969 Trần Thiện Khiêm 1975 |
| Prezydent Włoch                                                  | - 1964 Giuseppe Saragat 1971 - 1971 Giovanni Leone 1978                                                                                      |
| Premier Włoch                                                    | - 1970 Emilio Colombo 1972 |
| Prezydent WKS                                                    | - 1960 Félix Houphouët-Boigny 1993 |
| Premier WKS                                                      | - 1960 urząd zniesiony 1990 |
| Prezydent Zambii                                                 | - 1964 Kenneth Kaunda 1991 |
| Prezydent Zairu                                                  | - 1971 Mobutu Sese Seko 1997 |
| Prezydent ZEA                                                    | - 1971 Zajid ibn Sultan Al Nahajjan 2004 |
| Premier ZEA                                                      | - 1971 Maktum ibn Raszid al-Maktum 1979 |
| Przywódca ZSRR                                                   | - 1964 Leonid Breżniew 1982 |
| Premier ZSRR                                                     | - 1964 Aleksiej Kosygin 1980 |

Rok 1971 / MCMLXXI
stulecia: XIX wiek ~
XX wiek ~
XXI wiek

dziesięciolecia:
1940–1949 •
1950–1959 •
1960–1969 •
1970–1979
• 1980–1989
• 1990–1999
• 2000–2009

lata: 1961 «
1966 «
1967 «
1968 «
1969 «
1970 «
1971
» 1972
» 1973
» 1974
» 1975
» 1976
» 1981

## Rok 1971 ogłoszono
- Rokiem Świętym Jakubowym

## Wydarzenia w Polsce
- 7 stycznia – Jerzy Kulej zakończył karierę sportową.
- 19 stycznia:
  - Biuro Polityczne KC PZPR podjęło decyzję o odbudowie Zamku Królewskiego w Warszawie.
  - uruchomiono produkcję w zakładach UNITRA-Lubartów.
- 20 stycznia:
  - I Sekretarz KC PZPR, Edward Gierek, wobec zgromadzonych działaczy kultury i nauki, przekazał decyzję Komitetu Centralnego podjęcia odbudowy Zamku Królewskiego w Warszawie.
  - zawiązał się Obywatelski Komitet Odbudowy Zamku Królewskiego w Warszawie.
- 22 stycznia – rozpoczął się strajk w Stoczni im. Adolfa Warskiego w Szczecinie.
- 25 stycznia – Edward Gierek podczas przemówienia w Stoczni Gdańskiej zadał słynne pytanie „Pomożecie?”.
- 6 lutego – rozpoczęło się VIII Plenum KC PZPR poświęcone ocenie wydarzeń grudniowych.
- 10 lutego – początek strajków w Łodzi.
- 12 lutego – premiera 1. odcinka serialu Doktor Ewa.
- 15 lutego – rząd odwołał grudniowe podwyżki artykułów żywnościowych.
- 20 lutego – wszedł do służby okręt hydrograficzny ORP „Kopernik”.
- 9 marca – Włodzimierz Janiurek został pierwszym rzecznikiem prasowym rządu.
- 11 marca:
  - dowódca Marynarki Wojennej adm. Ludwik Janczyszyn wydał rozkaz o utworzeniu w Gdyni 3. Flotylli Okrętów.
  - transatlantyk MS „Batory” został sprzedany na złom do Hongkongu.
- 16 marca – pierwsza eksperymentalna transmisja kolorowego programu telewizyjnego przy użyciu francuskiego systemu SECAM.
- 18 marca – Telewizja Polska wyemitowała premierowy odcinek serialu Wakacje z duchami.
- 19 marca – premiera filmu Kto wierzy w bociany?
- 23 marca – 18 górników zginęło w katastrofie w KWK Rokitnica w Zabrzu.
- 30 marca – Zabrze: został uratowany górnik KWK Rokitnica Alojzy Piontek, uwięziony pod ziemią od czasu katastrofy 23 marca.
- 20 kwietnia – powstał klub sportowy GKS Tychy.
- 30 kwietnia:
  - Bielsko-Biała: zlikwidowano komunikację tramwajową.
  - premiera filmu Hydrozagadka.
- 1 maja – premiera filmu Kocie ślady.
- 7 maja – premiera filmu Epilog norymberski.
- 8 maja – odbyła się oficjalna uroczystość otwarcia hali widowiskowej Spodek w Katowicach[1][2].
- 20 maja – Sejm uchwalił Kodeks wykroczeń.
- 21 maja – premiera komedii filmowej Dzięcioł w reżyserii Jerzego Gruzy.
- 8 czerwca – premiera komedii muzycznej Milion za Laurę w reżyserii Hieronima Przybyła.
- 19 czerwca – otwarto molo w Kołobrzegu.
- 20 czerwca – w Warszawie, płotkarz Mirosław Wodzyński ustanowił rekord Polski w biegu na 110 m przez płotki (13,6 s.)
- 21 czerwca – w Gdyni otwarto Muzeum Oceanograficzne i Akwarium Morskie.
- 25 czerwca – premiera filmu psychologicznego Martwa fala w reżyserii Stanisława Lenartowicza.
- 26 czerwca:
  - o 19:50 piorun uderzył w magazyn ropy naftowej Rafinerii Czechowice. Gaszenie pożaru było największą akcją gaśniczą w Polsce. Nocą, po godz. 1:00, nastąpił wyrzut płonącej ropy, w wyniku którego zginęło 37 strażaków i osób biorących udział w akcji. Pożar ugaszono po ponad 70 godzinach.
  - w Warszawie, Krystyna Hryniewiecka ustanowiła rekord Polski w biegu na 400 m wynikiem 53,4 s.
- 28 czerwca – w Warszawie, Kazimierz Maranda ustanowił rekord Polski w biegu na 3000 m przeszkodami (8:28,2 s.)
- 1 lipca – Polskie Radio rozpoczęło nadawanie audycji Lato z Radiem.
- 10 lipca – pierwszy w Polsce program telewizyjny w kolorze.
- 14 lipca – w Warszawie otwarto nowo wybudowany gmach ambasady Francji.
- 25 sierpnia – władze radzieckie podjęły decyzję o likwidacji Cmentarza Orląt lwowskich.
- 27 sierpnia – premiera polskiej komedii Nie lubię poniedziałku w reżyserii Tadeusza Chmielewskiego.
- 28 sierpnia – Zofia Kołakowska ustanowiła rekord Polski w biegu na 1500 m wynikiem 4:18,6 s.
- 29 sierpnia:
  - Tadeusz Kulczycki ustanowił rekord Polski w biegu na 400 m przez płotki wynikiem 50,2 s.
  - Danuta Wierzbowska ustanowiła rekord Polski w biegu na 800 m wynikiem 2:2,6 s.
- 1 września – premiera filmu Jeszcze słychać śpiew i rżenie koni... – w reżyserii Mieczysława Waśkowskiego.
- 9 września – Telewizja Polska wyemitowała premierowy odcinek serialu Przygody psa Cywila.
- 13 września – prześladowany ze względów politycznych Eugeniusz Pieniążek, na własnej konstrukcji jednoosobowym samolocie Kukułka, nielegalnie przekroczył granicę i przez Słowację i Węgry dotarł do Suboticy w Jugosławii.
- 17 września:
  - premiera filmu Motodrama.
  - w Poznaniu odbył się pierwszy występ kabaretu Tey.
- 21 września – rozpoczął się proces członków antykomunistycznej organizacji Ruch.
- 24 września – odbyła się premiera filmu Życie rodzinne.
- 5 października – premiera filmu Kłopotliwy gość.
- 6 października – bracia Kowalczykowie podłożyli bombę w auli Wyższej Szkoły Pedagogicznej w Opolu.
- 10 października – Polska przegrała z RFN 1:3 w rozegranym w Warszawie meczu eliminacyjnym do piłkarskich mistrzostw Europy.
- 22 października – pochodząca ze starożytnego Egiptu mumia Dżed-Amonet-ius-anch została przewieziona na 11 lat z muzeum w Raciborzu do Muzeum Narodowego w Warszawie.
- 23 października – ogłoszono wyroki w procesie przywódców antykomunistycznej organizacji Ruch.
- 27 października – w szpitalu w Trzebnicy dr Ryszard Kocięba przeprowadził pierwszą w Europie, udaną operację przyszycia ręki.
- 23 listopada – Rada Ministrów PRL pod przewodnictwem Piotra Jaroszewicza uchwałą nr 256/1 uchyliła uchwały Rady Ministrów Tymczasowego Rządu Jedności Narodowej z 26 września 1946 o pozbawieniu obywatelstwa polskiego 76 oficerów Polskich Sił Zbrojnych na Zachodzie.
- 1 grudnia – ukazał się pierwszy numer dziennika regionalnego Echo Dnia.
- 4 grudnia – rozpoczęto wydobycie w Kopalni Węgla Kamiennego „Borynia” w Jastrzębiu-Zdroju.
- 6 grudnia:
  - rozpoczął się VI zjazd PZPR. Gośćmi Zjazdu byli m.in. przywódcy państw socjalistycznych Leonid Breżniew, Erich Honecker, Gustáv Husák, János Kádár, Nicolae Ceaușescu i Todor Żiwkow.
  - w Polsce rozpoczęto transmisje, regularnie raz w tygodniu, kolorowego programu telewizyjnego. Codziennie w kolorze pojawiała się transmisja z obrad zjazdu PZPR.
- 11 grudnia – zakończył obrady VI zjazd PZPR.

## Wydarzenia na świecie
- 1 stycznia:
  - Francja objęła prezydencję w Radzie Unii Europejskiej.
  - w USA zabroniono reklamowania papierosów w telewizji.
- 2 stycznia – 66 osób zginęło, gdy w trakcie meczu runęła bariera na trybunie stadionu Ibrox Park w Glasgow.
- 5 stycznia – socjalistyczny rząd chilijski Salvadora Allende nawiązał stosunki dyplomatyczne z ChRL.
- 8 stycznia – urugwajscy partyzanci Tupamaros uprowadzili brytyjskiego ambasadora Geoffreya Jacksona.
- 15 stycznia:
  - oddano do użytku Wielką Tamę w Asuanie.
  - premiera filmu Znikający punkt.
- 25 stycznia:
  - Milton Obote, prezydent Ugandy, został obalony przez Idi Amina.
  - w północno-zachodnich Indiach utworzono stan Himachal Pradesh.
- 26 stycznia – powódź błyskawiczna w Canberze, w wyniku której zginęło 7 osób, 15 zostało rannych.
- 31 stycznia:
  - rozpoczęła się trzecia załogowa misja księżycowa Apollo 14.
  - po 19 latach przywrócono łączność telefoniczną między zachodnim i wschodnim Berlinem.
- 3 lutego – walczący z korupcją wśród nowojorskiej policji funkcjonariusz Frank Serpico został, przy braku wsparcia swych partnerów, postrzelony w twarz przez handlarzy narkotyków na Brooklynie, a następnie pozostawiony przez nich bez pomocy. Przeżył dzięki przypadkowemu świadkowi, który wezwał ambulans.
- 5 lutego:
  - statek Apollo 14 z trzecią misją załogową wylądował na Księżycu.
  - w Urugwaju powstała lewicowa koalicja Szeroki Front.
- 7 lutego – Szwajcarzy opowiedzieli się w referendum za przyznaniem kobietom prawa głosu w wyborach federalnych.
- 8 lutego – na giełdzie w Nowym Jorku został uruchomiony NASDAQ; pierwszy na świecie elektroniczny system obrotu papierami wartościowymi.
- 9 lutego – zakończyła się załogowa misja księżycowa Apollo 14.
- 15 lutego – wprowadzono podział funta szterlinga na 100 pensów. Do tej pory dzielił się na 240 pensów, bądź na 20 szylingów.
- 21 lutego – w Wiedniu podpisano konwencję o substancjach psychotropowych.
- 22 lutego – Hafiz al-Assad został prezydentem Syrii.
- 27 lutego – w Nowym Jorku ukazał się pierwszy numer polonijnego Nowego Dziennika.
- 28 lutego – zniesiono ruch lewostronny w Sierra Leone.
- 8 marca – w bokserskim „pojedynku stulecia” w Nowym Jorku w Madison Square Garden, Joe Frazier pokonał Muhammada Alego.
- 10 marca – William McMahon został premierem Australii.
- 12 marca – premier Turcji Süleyman Demirel został zmuszony przez armię do ustąpienia ze stanowiska.
- 18 marca – zejście lawiny skalnej do jeziora Yanahuin w peruwiańskich Andach wywołało falę powodziową, która zabiła od 200 do 600 osób.
- 22 marca – prezydent Argentyny Roberto Levingston został odsunięty przez wojsko; zastąpił go Alejandro Lanusse.
- 25 marca:
  - wojsko pakistańskie rozpoczęło pacyfikację Bengalu Wschodniego, aresztując Mudżibura Rahmana i zabijając wielu innych zwolenników niepodległego Bangladeszu.
  - odbył się pierwszy lot samolotu transportowego Ił-76.
- 26 marca:
  - Bangladesz proklamował niepodległość (od Pakistanu).
  - Chiny i Kamerun nawiązały stosunki dyplomatyczne.
- 29 marca – Charles Manson i jego wspólnicy zostali skazani na śmierć.
- 31 marca – porucznik William Calley został skazany na karę dożywotniego pozbawienia wolności za zabójstwo z premedytacją 22 osób w czasie masakry w wietnamskiej wiosce Mỹ Lai w 1968 roku.
- 3 kwietnia – w Dublinie odbył się 16. Konkurs Piosenki Eurowizji.
- 5 kwietnia – we francuskim magazynie Le Nouvel Observateur ukazał się Manifest 343 podpisany przez 343 znane kobiety, które przyznawały się w nim do dokonania nielegalnej wtedy we Francji aborcji oraz żądały jej legalizacji i wolnego dostępu do środków antykoncepcyjnych.
- 10 kwietnia – do Chin przybył amerykański zespół tenisa stołowego (dyplomacja pingpongowa).
- 12 kwietnia – rozpoczęto budowę pierwszej linii seulskiego metra.
- 14 kwietnia – premiera filmu Zawieszeni na drzewie.
- 15 kwietnia – odbyła się 43. ceremonia wręczenia Oscarów.
- 19 kwietnia:
  - została wyniesiona na orbitę pierwsza w historii radziecka załogowa stacja kosmiczna Salut 1.
  - Sierra Leone zostało proklamowane republiką. Prezydentem został Siaka Stevens.
- 21 kwietnia:
  - 19-letni Jean-Claude Duvalier został prezydentem Haiti, najmłodszym w historii na świecie.
  - przechowywany w Kopenhadze zbiór staroislandzkich rękopisów Codex Regius został zwrócony do Reykjavíku.
- 23 kwietnia – został wystrzelony Sojuz 10; pierwsza, nieudana z powodu problemów z dokowaniem misja załogowa na stację orbitalną Salut 1.
- 25 kwietnia – zakończyła się załogowa misja kosmiczna Sojuz 10.
- 1 maja – rozpoczął działalność amerykański operator pociągów pasażerskich Amtrak.
- 3 maja – Walter Ulbricht zrezygnował z funkcji I sekretarza SED, jego następcą został Erich Honecker.
- 5 maja – w pierwszym meczu pod wodzą Kazimierza Górskiego reprezentacja Polski w piłce nożnej pokonała w meczu towarzyskim w Lozannie Szwajcarię 4:2.
- 6 maja – Grecja i Albania wznowiły stosunki dyplomatyczne.
- 9 maja – po awarii rakiety nośnej kilka minut po starcie została zniszczona amerykańska sonda marsjańska Mariner 8.
- 18 maja – w Göteborgu otwarto halę widowiskowo-sportową Scandinavium.
- 19 maja – została wystrzelona radziecka sonda Mars 2.
- 22 maja – około tysiąca osób zginęło w trzęsieniu ziemi w prowincji Bingöl we wschodniej Turcji.
- 23 maja – Rijeka: w katastrofie samolotu pasażerskiego Tu-134 jugosłowiańskich linii Aviogenex zginęło 78 osób.
- 27 maja – 46 osób zginęło, a 25 zostało rannych w katastrofie kolejowej pod Wuppertalem w Nadrenii Północnej-Westfalii.
- 28 maja – została wystrzelona radziecka sonda Mars 3.
- 30 maja – w kierunku Marsa wystrzelono bezzałogową sondę kosmiczną Mariner 9.
- 2 czerwca – Pimen został wybrany na patriarchę Moskwy i Wszechrusi.
- 6 czerwca:
  - został wystrzelony Sojuz 11 z drugą załogą na stację kosmiczną Salut 1.
  - 50 osób zginęło w wyniku zderzenia w okolicach Los Angeles samolotu pasażerskiego McDonnell Douglas DC-9 z myśliwcem McDonnell Douglas F-4 Phantom II.
- 7 czerwca – na stację kosmiczną Salut 1 przybyła jej druga stała załoga.
- 10 czerwca – prezydent Richard Nixon ogłosił zniesienie sankcji gospodarczych wobec Chin.
- 17 czerwca – prezydent Stanów Zjednoczonych Richard Nixon ogłosił wojnę z narkotykami.
- 25 czerwca:
  - sformowano zespół akrobacyjny kanadyjskich sił powietrznych Snowbirds.
  - w Eugene, Amerykanin Rod Milburn ustanowił rekord świata w biegu na 110 m przez płotki wynikiem 13,0 s.
- 29 czerwca – podczas powrotu na Ziemię lądownika statku kosmicznego Sojuz 11 zginęli trzej radzieccy kosmonauci: Gieorgij Dobrowolski, Wiktor Pacajew i Władisław Wołkow.
- 1 lipca:
  - Włochy objęły prezydencję w Radzie Unii Europejskiej.
  - weszła w życie 26. poprawka do konstytucji USA, gwarantująca czynne prawo wyborcze 18-latkom.
- 3 lipca – 68 osób zginęło w katastrofie samolotu NAMC YS-11 na japońskiej wyspie Hokkaido.
- 9 lipca – ustanowiono flagę Kataru.
- 11 lipca:
  - nacjonalizacja kopalni miedzi w Chile.
  - w Stuttgarcie, Niemka Hildegard Falck ustanowiła rekord świata w biegu na 800 m wynikiem 1:58,45 s.
- 13 lipca – w Maroku stracono dziesięciu oficerów wysokiej rangi za udział w nieudanym zamachu stanu.
- 14 lipca:
  - Ólafur Jóhannesson został premierem Islandii.
  - otwarto po odbudowie bazylikę św. Anny w Jerozolimie, która została poważnie uszkodzona w czasie wojny sześciodniowej w czerwcu 1967 roku.
- 18 lipca – Pelé po raz ostatni wystąpił w reprezentacji Brazylii, w zremisowanym 2:2 towarzyskim meczu z Jugosławią w Rio de Janeiro.
- 23 lipca – William Tolbert Jr. został prezydentem Liberii.
- 25 lipca:
  - prezydent Richard Nixon zaprezentował na wyspie Guam swoją doktrynę, w której stwierdził, że USA nie mogą ponosić wyłącznej odpowiedzialności politycznej i finansowej za obronę swych sojuszników.
  - 97 osób zginęło w katastrofie samolotu Tu-104 pod Irkuckiem.
- 26 lipca – w kosmos wystartował amerykański statek kosmiczny Apollo 15.
- 30 lipca:
  - Apollo 15 wylądował na Księżycu.
  - otwarcie w Watykanie przez Pawła VI nowoczesnej Auli Pawła VI.
  - w Japonii w wyniku zderzenia Boeinga 727 z samolotem wojskowym zginęły 163 osoby.
- 31 lipca – w Berlinie, Niemka Karin Balzer ustanowiła rekord świata w biegu na 100 m przez płotki wynikiem 12,6 s.
- 1 sierpnia – w Madison Square Garden odbył się Koncert na rzecz Bangladeszu z udziałem m.in. Erica Claptona, Boba Dylana, George’a Harrisona i Ravi Shankara.
- 5 sierpnia – na spotkaniu w Wellington powołano Forum Południowego Pacyfiku.
- 7 sierpnia:
  - zakończyła się załogowa misja księżycowa Apollo 15.
  - w katastrofie samolotu Tu-104 w Irkucku zginęło 100 osób.
- 15 sierpnia:
  - system waluty złotej: prezydent Richard Nixon zawiesił wymienialność dolara na złoto.
  - Bahrajn uzyskał niepodległość.
  - Niemka Karin Burneleit ustanowiła rekord świata w biegu na 1500 m wynikiem 4:06,9 s.
- 18 sierpnia – wojna wietnamska: Australia i Nowa Zelandia wycofały wojska z Wietnamu.
- 20 sierpnia – w Sittard, Niemka Ellen Tittel ustanowiła rekord świata w biegu na 1 milę wynikiem 4:35,3 s.
- 25 sierpnia – władze radzieckie podjęły decyzję o likwidacji Cmentarza Orląt Lwowskich.
- 26 sierpnia – miało miejsce pierwsze wejście na szczyt Kunyang Chhish w Karakorum – dokonała tego wyprawa pod kierownictwem Andrzeja Zawady.
- 2 września – wystrzelono sondę księżycową Łuna 18.
- 3 września:
  - Katar uzyskał niepodległość.
  - cztery mocarstwa podpisały traktat ws. Berlina Zachodniego.
- 4 września – 111 osób zginęło w katastrofie Boeinga 727 pod Juneau (Alaska).
- 9 września – ukazał się album Imagine Johna Lennona.
- 11 września:
  - sonda Łuna 18 rozbiła się na Księżycu.
  - Bahrajn i Katar zostały przyjęte do Ligi Państw Arabskich.
- 21 września:
  - Bahrajn, Bhutan i Katar zostały członkami ONZ.
  - utworzono najstarszy estoński Park Narodowy Vilsandi.
- 28 września:
  - wystrzelono sondę księżycową Łuna 19.
  - komunistyczne władze Węgier zgodziły się na wyjazd z kraju prymasa Józsefa Mindszenty’ego, przebywającego od 1956 roku w ambasadzie amerykańskiej.
- 29 września – Oman przystąpił do Ligi Państw Arabskich.
- 1 października – otwarto Walt Disney World na Florydzie.
- 2 października – 63 osoby zginęły w katastrofie brytyjskiego samolotu Vickers Vanguard pod belgijskim Aarsele.
- 7 października – Oman został członkiem ONZ.
- 11 października – spłonęła w atmosferze orbitalna stacja kosmiczna Salut 1.
- 12 października – na Broadwayu odbyła się premiera rock opery Jesus Christ Superstar.
- 12–16 października – obchody 2500-lecia Cesarstwa Perskiego, które były jednym z największych w historii zgromadzeń koronowanych głów i przywódców z całego świata. Polskę reprezentował wiceprzewodniczący Rady Państwa PRL prof. Mieczysław Klimaszewski.
- 15 października – w Jugosławii rozpoczęto produkcję samochodu Zastava 101.
- 17 października – Maksymilian Maria Kolbe został beatyfikowany przez papieża Pawła VI.
- 19 października – otwarto metro w Monachium.
- 22 października – Holandia: powstała Partia Socjalistyczna.
- 24 października – szwajcarski kierowca F1 Jo Siffert, z brytyjskiego zespołu BRM, zginął w wypadku podczas wyścigu na brytyjskim torze Brands Hatch.
- 25 października:
  - uchwalono rezolucję nr 2758, na mocy której ChRL uzyskała wszystkie chińskie prawa w ONZ. Republika Chińska (Tajwan) została usunięta z organizacji.
  - zainaugurował działalność Uniwersytet w Kassel.
- 27 października – Demokratyczna Republika Konga zmieniła nazwę na Zair.
- 8 listopada – wydany został czwarty album zespołu rockowego Led Zeppelin, na którym znajduje ballada Stairway to Heaven.
- 10 listopada:
  - Czerwoni Khmerzy przeprowadzili atak na stolicę Kambodży – Phnom Penh.
  - Filipiny: w katastrofie samolotu Vickers Viscount indonezyjskich Merpati Nusantara Airlines zginęło 69 osób.
  - Lucia Tavares Petterle z Brazylii zdobyła w Londynie tytuł Miss World 1971.
- 13 listopada – premiera filmu Pojedynek na szosie w reżyserii Stevena Spielberga.
- 14 listopada – NASA: sonda Mariner 9 osiągnęła orbitę Marsa, stając się pierwszym wysłanym z Ziemi sztucznym satelitą innej planety.
- 15 listopada:
  - przedsiębiorstwo Intel wprowadziło na rynek pierwszy na świecie mikroprocesor Intel 4004.
  - powstała międzynarodowa organizacja łączności satelitarnej Intersputnik.
- 17 listopada – w Hamburgu RFN zremisowała bezbramkowo z Polską, w meczu eliminacyjnym do Mistrzostw Europy.
- 22 listopada – wojna o niepodległość Bangladeszu: rozpoczęła interwencja zbrojna armii indyjskiej.
- 23 listopada – Chiny zostały stałym członkiem Rady Bezpieczeństwa ONZ.
- 24 listopada – osobnik znany jako D.B. Cooper porwał Boeinga 727 z 42 osobami na pokładzie, lecącego z Portland do Seattle. Po otrzymaniu 200 tys. dolarów okupu zwolnił zakładników, a następnie wyskoczył ze spadochronem nad górskim terenem stanu Waszyngton.
- 27 listopada – lądownik radzieckiej sondy Mars 2 jako pierwszy ziemski aparat dotknął powierzchni Marsa. Z powodu twardego lądowania uległ uszkodzeniu i nie przekazał żadnych danych.
- 29 listopada – w Herten został porwany Theo Albrecht, współwłaściciel niemieckiej sieci supermarketów Aldi. Po wpłaceniu 7 mln marek okupu zwolniono go 17 dni później.
- 1 grudnia – katastrofa samolotu An-24 pod Saratowem w ZSRR. Zginęło 57 osób.
- 2 grudnia:
  - Program Mars: radziecka sonda Mars 3 jako pierwsza wylądowała miękko na Marsie.
  - utworzono federację Zjednoczonych Emiratów Arabskich.
- 3 grudnia – wybuchła wojna indyjsko-pakistańska.
- 4 grudnia:
  - armia indyjska wkroczyła na teren Bengalu Wschodniego, przyczyniając się do późniejszego oderwania się Bangladeszu od Pakistanu.
  - w Belfaście 15 osób zginęło, a 17 zostało rannych w wyniku eksplozji bomby podłożonej w pubie przez protestanckie Ochotnicze Siły Ulsteru.
- 6 grudnia – Indie uznały niepodległość Bangladeszu.
- 8 grudnia – premiera filmu Mania wielkości.
- 9 grudnia – Zjednoczone Emiraty Arabskie zostały członkiem ONZ.
- 14 grudnia – amerykański satelita OSO 7 wykonał pierwszą bezpośrednią obserwację koronalnego wyrzutu masy na Słońcu.
- 16 grudnia:
  - Bangladesz stał się niepodległym państwem.
  - Chalifa ibn Salman Al Chalifa został pierwszym premierem Bahrajnu.
- 17 grudnia – odbyła się premiera filmu Diamenty są wieczne.
- 19 grudnia – premiera filmu Mechaniczna pomarańcza według powieści Anthony’ego Burgessa.
- 20 grudnia:
  - powstała organizacja Lekarze bez Granic.
  - Zulfikar Ali Bhutto został prezydentem Pakistanu.
- 21 grudnia – Rada Bezpieczeństwa ONZ wybrała Kurta Waldheima na następcę U Thanta na stanowisku Sekretarza Generalnego ONZ.
- 22 grudnia – Dakka została ogłoszona stolicą Bangladeszu.
- 24 grudnia – w katastrofie samolotu Lockheed Electra w środkowym Peru zginęło 91 osób. Katastrofę cudem przeżyła 17-letnia Juliane Köpcke, która po 9-dniowej wędrówce przez dżunglę odnalazła pomoc.
- 25 grudnia – 163 osoby zginęły w pożarze hotelu Taeyokale w Seulu.
- 29 grudnia – Giovanni Leone został prezydentem Włoch.

## Urodzili się
- 1 stycznia:
  - Rustam Abdullaev, uzbecki piłkarz, trener
  - Sammie Henson, amerykański zapaśnik
  - Bobby Holík, czeski hokeista
  - Michael Malone, amerykański trener koszykarski
  - Maciej Mazur, polski grafik, ilustrator, malarz, rysownik, autor komiksów
  - Bridget Pettis, amerykańska koszykarka
  - Juan Carlos Plata, gwatemalski piłkarz
  - Alexander Pointner, austriacki skoczek narciarski, trener
  - Chris Potter, amerykański jazzowy saksofonista, kompozytor, multiinstrumentalista
  - Radosław Roszkowski, polski samorządowiec, starosta powiatu prudnickiego
  - Jarosław Wasik, polski piosenkarz, bard
- 2 stycznia: 
  - Taye Diggs, amerykański aktor
  - Scot Gemmill, szkocki piłkarz
  - Slobodan Komljenović, serbski piłkarz
  - Iwona Smulikowska, polska lekkoatletka, sprinterka
- 3 stycznia: 
  - Mirosław Grabarczyk, polski szachista
  - Ghervazen Longher, rumuński polityk pochodzenia polskiego
  - Alice Nellis, czeska reżyserka filmowa
- 4 stycznia:
  - Hajsam Faruk, egipski piłkarz
  - Pavol Fedor, słowacki hokeista
  - Juan Carlos García, wenezuelski aktor, model
  - Alan McLaren, szkocki piłkarz
  - Anna Stefańska, polska lekkoatletka, płotkarka
  - Ryszard Świlski, polski samorządowiec, wicemarszałek województwa pomorskiego
- 5 stycznia:
  - Dariusz Jung, polski zawodnik sztuk walki
  - Heinz Kuttin, austriacki skoczek narciarski, trener
  - Maciej Zieliński, polski koszykarz
- 6 stycznia:
  - Choi Moon-sik, południowokoreański piłkarz, trener
  - Rita Ináncsi, węgierska lekkoatletka, wieloboistka
  - Darius Maskoliūnas, litewski koszykarz, trener
  - Andrzej Piaseczny, polski piosenkarz, autor tekstów, aktor
  - Karin Slaughter, amerykańska pisarka
- 7 stycznia: 
  - Nick Holmes, brytyjski wokalista, autor tekstów, członek zespołu Paradise Lost
  - Artur Łodyga, polski aktor
  - Kevin Rahm, amerykański aktor, scenarzysta filmowy
  - Jeremy Renner, amerykański aktor, muzyk
- 8 stycznia:
  - Jason Giambi, amerykański baseballista
  - Branislav Jánoš, słowacki hokeista, trener
  - Jesper Jansson, szwedzki piłkarz
  - Brook Mahealani Lee, amerykańska zwyciężczyni konkursu Miss Universe
  - Géraldine Pailhas, francuska aktorka
  - Pascal Zuberbühler, szwajcarski piłkarz, bramkarz
- 9 stycznia: 
  - Anna Brzezińska, polska lekkoatletka, biegaczka średniodystansowa
  - Marc Houtzager, holenderski jeździec sportowy
  - Radion Kertanti, słowacki zapaśnik pochodzenia osetyjskiego
  - Christoph Sieber, austriacki żeglarz sportowy
  - Yolanda Soler, hiszpańska judoczka
  - Maciej Starosta, polski muzyk, kompozytor, wokalista, producent muzyczny, członek zespołów: Acid Drinkers, 2Tm2,3, Flapjack, Houk i Arka Noego
- 10 stycznia: 
  - Artur Bagieński, polski polityk, samorządowiec, wicemarszałek województwa łódzkiego
  - Francisco Filho, brazylijski karateka
  - Rudi Istenič, słoweński piłkarz
- 11 stycznia: 
  - Mary J. Blige, amerykańska piosenkarka
  - Leïla Piccard, francuska narciarka alpejska
  - Sandali Sinha, indyjska aktorka, modelka
- 12 stycznia:
  - Lyamine Bougherara, algierski piłkarz, bramkarz
  - Scott Burrell, amerykański koszykarz, baseballista
  - Mark Loram, brytyjski żużlowiec
  - Peter Madsen, duński morderca, przestępca seksualny, przedsiębiorca, wynalazca, konstruktor
  - David McAllister, niemiecki polityk pochodzenia szkockiego
  - Fernando Pavão, brazylijski aktor
- 13 stycznia: 
  - Arkadiusz Błacha, polski piłkarz ręczny
  - Ałeksandar Kitinow, macedoński tenisista
  - Karolina Korwin Piotrowska, polska dziennikarka, publicystka
  - Marzena Wodzińska, polska menedżer, działaczka samorządowa, członek zarządu województwa wielkopolskiego
- 14 stycznia:
  - David Cardoso Jr., brazylijski aktor
  - Tomasz Grzechowiak, polski koszykarz
  - Lasse Kjus, norweski narciarz alpejski
  - Bert Konterman, holenderski piłkarz
  - Julita Kożuszek-Borsuk, polska aktorka, tancerka, wokalistka
  - Milena Lisiecka, polska aktorka, lektorka
  - Andonios Nikopolidis, grecki piłkarz, bramkarz
- 15 stycznia:
  - Eddy Capron, francuski piłkarz pochodzenia martynikańskiego
  - Jesper Hall, szwedzki szachista, trener
  - Regina King, amerykańska aktorka
  - Eglė Špokaitė, litewska tancerka, choreografka, aktorka
- 16 stycznia: 
  - Alicja Bień, polska prawnik, dyplomatka
  - Sergi Bruguera, hiszpański tenisista
  - Josh Evans, amerykański aktor, reżyser, scenarzysta i producent filmowy, kompozytor
  - Ulrich van Gobbel, holenderski piłkarz pochodzenia surinamskiego
  - Michel Kreek, holenderski piłkarz
  - Armando Riveiro, hiszpański piłkarz, bramkarz
- 17 stycznia:
  - Mariola Czechowska, polska nauczycielka, działaczka samorządowa, prezydent Bełchatowa
  - Lil Jon, amerykański raper, producent muzyczny
  - Youki Kudoh, japońska aktorka, piosenkarka
  - Jan Filip Libicki, polski polityk, poseł na Sejm i senator RP
  - Kid Rock, amerykański piosenkarz
  - Sylvie Testud, francuska aktorka
- 18 stycznia:
  - Arnaud Binard, francuski aktor
  - Jonathan Davis, amerykański wokalista, członek zespołu Korn
  - Christian Fittipaldi, brazylijski kierowca wyścigowy
  - Pep Guardiola, hiszpański piłkarz, trener
- 19 stycznia:
  - Piotr Kaźmierczak, polski aktor
  - Rachel Luttrell, kanadyjska aktorka
  - Dominik Pędzich, polski szachista
  - Sven Scheuer, niemiecki piłkarz, bramkarz
  - Ari Michael Taub, kanadyjski zapaśnik
  - Anneke Venema, holenderska wioślarka
  - Shawn Wayans, amerykański aktor, komik, scenarzysta, producent
- 20 stycznia: 
  - Gary Barlow, brytyjski wokalista, muzyk, autor tekstów, producent muzyczny,
  - Derrick Green, amerykański wokalista, członek zespołu Sepultura
  - Paul Masvidal, amerykański muzyk
  - Agnieszka Stańczyk, polska lekkoatletka, trójskoczkini
- 21 stycznia: 
  - Uni Arge, farerski piłkarz, muzyk, dziennikarz
  - Rafael Berges, hiszpański piłkarz, trener
  - Piotr Błazeusz, polski generał dywizji
  - Dmitrij Chlestow, rosyjski piłkarz
  - Jarosław Dymek, polski strongman
  - Siergiej Klewczenia, rosyjski łyżwiarz szybki
  - Alan McManus, szkocki snookerzysta
  - Makoto Sasamoto, japoński zapaśnik
  - Doug Weight, amerykański hokeista, trener i działacz hokejowy
  - Rahim Zafer, turecki piłkarz
- 22 stycznia:
  - Markus Baur, niemiecki piłkarz ręczny, trener
  - Stan Collymore, angielski piłkarz
  - Jan Kaus, estoński prozaik, poeta, eseista, publicysta, krytyk literacki, tłumacz, muzyk
  - Markus Kennel, szwajcarski kolarz szosowy
  - Damian Walshe-Howling, australijski aktor
- 23 stycznia:
  - Ricardo Acuña, meksykański judoka
  - Víctor Bonilla, kolumbijski piłkarz
  - Mark Grimmette, amerykański saneczkarz
  - Jurij Jewsejczyk, izraelski zapaśnik
  - Adam Kałuża, polski projektant gier planszowych
  - Andrij Kupcow, ukraiński piłkarz
- 24 stycznia:
  - José Carlos Fernández, boliwijski piłkarz, bramkarz
  - Niels Christian Jørgensen, duński piłkarz, bramkarz
  - Aleksandra Kobielak, polska modelka fitness, aktorka
  - Bogumiła Matusiak, polska kolarka szosowa
  - Tomasz Niewiadomski, polski rysownik, twórca komiksów
  - Jewgienij Owczinnikow, rosyjski wspinacz sportowy
- 25 stycznia:
  - Brett Aitken, australijski kolarz torowy i szosowy
  - Luca Badoer, włoski kierowca wyścigowy
  - David Dedek, słoweński trener koszykarski
  - Georges Gilkinet, belgijski i waloński polityk
  - Kpassagnon Gneto, iworyjski piłkarz
  - Ana Ortiz, amerykańska aktorka pochodzenia portorykańskiego
- 26 stycznia:
  - Hubert Aiwanger, niemiecki rolnik, samorządowiec, polityk
  - Ivan Cerioli, włoski kolarz torowy i szosowy
  - Vitali Culibaba, mołdawski piłkarz
  - Jean-Marc Degraeve, francuski szachista
  - Regina Doherty, irlandzka bizneswoman, polityk
  - Dorian Gregory, amerykański aktor
  - Màxim Huerta, hiszpański dziennikarz, pisarz, polityk
  - Andrzej Jaskot, polski piłkarz, trener
  - Rick Kavanian, niemiecki aktor, komik, scenarzysta pochodzenia ormiańskiego
  - Aygün Kazımova, azerska piosenkarka
  - Hideki Nagai, japoński piłkarz
  - Lee Naylor, australijska lekkoatletka, sprinterka
- 27 stycznia: 
  - Renata Gil, polska siatkarka
  - Mario González, meksykański judoka
  - Boštjan Poklukar, słoweński wojskowy, polityk
  - Rolando Uríos, kubańsko-hiszpański piłkarz ręczny
- 28 stycznia:
  - Mario Biondi, włoski piosenkarz, kompozytor
  - Sebastian Florek, polski przedsiębiorca, polityk, poseł na Sejm RP
  - Anthony Hamilton, amerykański piosenkarz, autor tekstów piosenek, producent muzyczny
  - Jelena Motałowa, rosyjska lekkoatletka, biegaczka długodystansowa
  - Beata Naumnik, polska nefrolog, wykładowczyni akademicka
  - Guillermo Pérez, wenezuelski aktor, model
- 29 stycznia:
  - Jörg Albertz, niemiecki piłkarz
  - Joel Lamela, kubański lekkoatleta, sprinter
  - Etienne Schneider, luksemburski ekonomista, polityk
- 30 stycznia:
  - Maja Grønbæk, duńska piłkarka ręczna
  - Johnnie O. Jackson, amerykański kulturysta
  - Edvard Kožušník, czeski polityk, eurodeputowany
  - Qian Hong, chińska pływaczka
- 31 stycznia:
  - Rita Guarino, włoska piłkarka, trenerka
  - Lee Young-ae, południowokoreańska aktorka
  - Robert Mleczko, polski operator filmowy
  - Andrij Parubij, ukraiński samorządowiec, polityk
  - Ołeksandr Pryzetko, ukraiński piłkarz, trener
  - Patricia Velasquez, wenezuelska aktorka, modelka
  - Stefan Wolf, szwajcarski piłkarz
  - Julio César Yegros, paragwajski piłkarz
- 1 lutego: 
  - Arjan Bellaj, albański piłkarz
  - Marie Birkl, szwedzka snowboardzistka
  - Harald Brattbakk, norweski piłkarz
  - Mikołaj Górecki, polski kompozytor
  - Michael C. Hall, amerykański aktor
  - Roberto Petito, włoski kolarz szosowy
  - Tommy Salo, szwedzki hokeista, bramkarz, działacz i trener hokejowy
  - Francesco Tricarico, włoski piosenkarz
  - Ron Welty, amerykański perkusista
  - Zlatko Zahovič, słoweński piłkarz
- 2 lutego: 
  - Arly Jover, hiszpańska aktorka, tancerka
  - Günter Krajewski, niemiecki szablista
  - Lars Rosenberg, szwedzki wokalista, basista, członek zespołów: Therion, Entombed, Serpent, Mental Distortion, Furcas, Carbonized i Monastery
  - Stefano Rossini, włoski piłkarz
  - Aleksandr Wołżyn, rosyjski szachista
  - Małgorzata Wypych, polska prawnik, adwokat, polityk, poseł na Sejm RP
- 3 lutego: 
  - Marta Bizoń, polska aktorka
  - Elisa Donovan, amerykańska aktorka
  - Vincent Elbaz, francuski aktor
  - Soso Liparteliani, gruziński judoka
  - Gustavo Méndez, urugwajski piłkarz
  - Hervé Thuet, francuski kolarz torowy
- 4 lutego:
  - Tiziana Beghin, włoska polityk, eurodeputowana
  - Samwieł Danijelan, rosyjski zapaśnik
  - Marco Ferrante, włoski piłkarz
  - Eric Garcetti, amerykański polityk, burmistrz Los Angeles
  - Arkadiusz Mularczyk, polski adwokat, polityk, poseł na Sejm RP
  - Dario Rubén Quintana, argentyński duchowny katolicki, biskup pomocniczy Mar del Plata
  - Dario Rota, szwajcarski piłkarz
  - Nikki Stone, amerykańska narciarka dowolna
  - Zbigniew Wójcik, polski piłkarz
- 5 lutego:
  - Gabriel Caballero, meksykański piłkarz, trener pochodzenia argentyńskiego
  - David Chisum, amerykański aktor
  - Krzysztof Cwalina, polski pływak
  - Sara Evans, amerykańska piosenkarka country, autorka tekstów
  - Dennis Hall, amerykański zapaśnik
  - Artur Janusiak, polski aktor
  - Terézia Mora, niemiecka pisarka, scenarzystka filmowa, tłumaczka pochodzenia węgierskiego
- 6 lutego:
  - Lassina Dao, iworyjski piłkarz
  - Mana Endō, japońska tenisistka
  - Brad Hogg, australijski krykiecista
  - Brian Stepanek, amerykański aktor, reżyser, scenarzysta pochodzenia czeskiego
  - Peter Tchernyshev, rosyjski i amerykański łyżwiarz figurowy
- 7 lutego:
- Stanisław Biełkowski, rosyjski politolog, publicysta
  - Marek Koźmiński, polski piłkarz, działacz piłkarski
  - Natalie Obkircher, włoska saneczkarka
  - Mykoła Sycz, ukraiński piłkarz, trener
  - Kevin Thompson, amerykański koszykarz
  - Nicolai Wammen, duński samorządowiec, polityk
- 8 lutego:
  - Steinar Hoen, norweski lekkoatleta, skoczek wzwyż
  - Aninos Markulidis, cypryjski lekkoatleta, sprinter
  - Susan Misner, amerykańska aktorka
  - Laurence Stassen, holenderska dziennikarka, polityk, eurodeputowana
  - Andrus Veerpalu, estoński biegacz narciarski
- 9 lutego: 
  - Maciej Głuchowski, polski perkusista, członek zespołów: Acid Drinkers, Dump, Sweet Noise, Armia, Budzy i Trupia Czaszka, Candida i Flapjack
  - Jarosław Górczyński, polski polityk, samorządowiec, poseł na Sejm RP, prezydent Ostrowca Świętokrzyskiego
  - Hans Knauß, austriacki narciarz alpejski
  - Siergiej Krianin, rosyjski biegacz narciarski
  - Javier Lozano, meksykański piłkarz
  - Johan Mjällby, szwedzki piłkarz
- 10 lutego:
  - Ints Dālderis, łotewski muzyk, polityk
  - Michael Dietz, amerykański aktor
  - Misza Hairulin, rosyjski kontrabasista
  - Noʻmon Hasanov, uzbecki piłkarz
  - Rafał Kwasowski, polski siatkarz
  - Marty Nothstein, amerykański kolarz szosowy i torowy
  - Stefan Sarrach, niemiecki prawnik, polityk
  - Lisa Marie Varon, amerykańska wrestlerka, kulturystka, zawodniczka fitness
- 11 lutego: 
  - Robert Adamczyk, polski samorządowiec, burmistrz Choszczna
  - Virginie Calmels, francuska menedżerka, działaczka samorządowa, polityk
  - Arnaud Danjean, francuski funkcjonariusz wywiadu, dyplomata, polityk, eurodeputowany
  - Alexandru Kurteian, mołdawski piłkarz, trener
  - Damian Lewis, brytyjski aktor
- 12 lutego:
  - Gil Cisneros, amerykański polityk, kongresman
  - Michelle Collins, amerykańska lekkoatletka, sprinterka
  - Marek Magierowski, polski iberysta, dziennikarz, polityk, dyplomata
  - Scott Menville, amerykański aktor, muzyk, wokalista, członek zespołu Boy Hits Car
  - Benjamin Sadler, niemiecki aktor
  - Isabelle Schmutz, szwajcarska judoczka
- 13 lutego:
  - Jean-François Anti, francuski kolarz szosowy
  - Galen Gering, amerykański aktor, model pochodzenia żydowsko-rosyjskiego
  - Alon Harazi, izraelski piłkarz
  - Marek Mróz, polski żużlowiec
  - Rainer Polzin, niemiecki szachista
  - Sonia Evans(inne języki), brytyjska piosenkarka
  - Marek Posobkiewicz, polski lekarz, urzędnik państwowy
  - Żarko Serafimowski, macedoński piłkarz
  - Mats Sundin, szwedzki hokeista
  - Begoña Vía-Dufresne, hiszpańska żeglarka sportowa
- 14 lutego: 
  - Tommy Dreamer, amerykański wrestler
  - Du’aine Ladejo, brytyjski lekkoatleta, czterystumetrowiec, celebryta pochodzenia nigeryjskiego
  - Frédéric Lancien, francuski kolarz torowy
  - Gheorghe Mureșan, rumuński koszykarz
  - Anastasia Nabokina, rosyjska tancerka
  - Noriko Sakai, japońska aktorka, piosenkarka
  - Tomasz Szmidt, polski hokeista na trawie
- 15 lutego:
  - Alex Borstein, amerykańska aktorka
  - Mikołaj Jazdon, polski filmoznawca
  - Anna Leszczyńska-Łazor, polska lekkoatletka, sprinterka i płotkarka
  - Renée O’Connor, amerykańska aktorka
  - Ray Sefo, nowozelandzki kick-boxer pochodzenia samoańskiego
  - Paweł Sibik, polski piłkarz
- 16 lutego: 
  - Ibrahima Diarra, burkiński piłkarz, bramkarz
  - Liliana Fabisińska, polska dziennikarka, pisarka
  - Amanda Holden, brytyjska aktorka
  - Jędrzej Kędziora, polski piłkarz, bramkarz
  - Yuka Mitadera, japońska zapaśniczka
  - Daniel Nzika, kongijski duchowny katolicki, biskup Impfondo
  - Paolo Poggi, włoski piłkarz
  - Jacek Rempała, polski żużlowiec
- 17 lutego: 
  - Maurizio Castellano, włoski siatkarz
  - Cynthia Cleese, brytyjska aktorka
  - Carlos Gamarra, paragwajski piłkarz
  - Ilija Ivić, serbski piłkarz
  - Clinton Larsen, południowoafrykański piłkarz, trener pochodzenia duńskiego
  - Arnaud Petit, francuski wspinacz sportowy
  - Denise Richards, amerykańska aktorka, modelka
  - Wasil Spasow, bułgarski szachista
  - Artur Szrejter, polski pisarz fantasy, publicysta, redaktor, tłumacz
  - Magdalena Woźniak, polska aktorka
  - Siergiej Zwiagin, rosyjski hokeista, bramkarz, trener
- 18 lutego:
  - Urs Aeberhard, szwajcarski bobsleista
  - Lars Gunnestad, norweski żużlowiec
  - Magnus Ingesson, szwedzki biegacz narciarski
  - Jimmy Kelly, irlandzki wokalista, muzyk, kompozytor, członek zespołu The Kelly Family
  - Andreas Niniadis, grecki piłkarz pochodzenia gruzińskiego
  - Dominika Ostałowska, polska aktorka
  - Mladen Palac, chorwacki szachista
  - Constantin Popa, rumuński koszykarz, trener
- 19 lutego:
  - Jeff Kinney, amerykański pisarz, rysownik, projektant gier online
  - Maurice Ruah, wenezuelski tenisista
- 20 lutego:
  - Calpernia Addams, amerykańska aktorka, muzyk, pisarka
  - Jari Litmanen, fiński piłkarz
  - Paweł Wójcik, polski dziennikarz i komentator sportowy
- 21 lutego: 
  - Randy Blythe, amerykański wokalista, autor tekstów, producent muzyczny, członek zespołów: Burn the Priest, Lamb of God i Cannabis Corpse
  - Anna Ejsmont, polska piłkarka ręczna
  - Marek Kwiatkowski, polski piłkarz, trener
  - Eva Nordmark, szwedzka działaczka związkowa, polityk
- 22 lutego:
  - Alberto García Fernández, hiszpański lekkoatleta, długodystansowiec
  - Etsuko Kozakura, japońska aktorka głosowa
  - Lea Salonga, filipińska piosenkarka, aktorka
  - José Solano, amerykański aktor
- 23 lutego:
  - Nukâka Coster-Waldau, grenlandzka i duńska aktorka, piosenkarka
  - Joe-Max Moore, amerykański piłkarz
  - Ołeh Naduda, ukraiński piłkarz, trener
  - Roman Prawica, polski koszykarz, trener
- 24 lutego:
  - Eric John Akin, amerykański zapaśnik
  - Thomas Franck, niemiecki piłkarz
  - Conn Iggulden, brytyjski pisarz
  - Christopher Lutz, niemiecki szachista
  - Pedro de la Rosa, hiszpański kierowca wyścigowy
- 25 lutego:
  - Christien Anholt, brytyjski aktor
  - Sean Astin, amerykański aktor
  - Cezary Duchnowski, polski pianista, kompozytor
  - Beata Grabarczyk, polska dziennikarka
  - Stuart MacGill, australijski krykiecista
  - Andrea Navarra, włoski kierowca rajdowy
  - Nova Peris-Kneebone, australijska hokeistka na trawie, lekkoatletka, sprinterka
  - Antonio Pinilla, hiszpański piłkarz
  - Daniel Powter, kanadyjski piosenkarz
  - Morten Wieghorst, duński piłkarz, trener
- 26 lutego:
  - Aliou Siby Badra, iworyjski piłkarz
  - Erykah Badu, amerykańska piosenkarka
  - Max Martin, szwedzki producent muzyczny, autor tekstów piosenek
  - Mirosław Milewski, polski duchowny katolicki, biskup pomocniczy płocki
  - Rafał Olbrychski, polski aktor, wokalista, gitarzysta, członek zespołu Reds
  - Hélène Ségara, francuska piosenkarka, aktorka
- 27 lutego:
  - Charles Baker, amerykański aktor, producent i reżyser filmowy i telewizyjny
  - Derren Brown, brytyjski iluzjonista
  - Roman Giertych, polski adwokat, polityk, poseł na Sejm RP, wicepremier i minister edukacji narodowej
  - Paulina Gugniewicz, polska lekkoatletka, dyskobolka
  - Andrzej Kowal, polski siatkarz, trener
  - David Rikl, czeski tenisista
- 28 lutego: 
  - Maxine Bahns, amerykańska aktorka
  - Chicane, brytyjski didżej, producent i twórca muzyki elektronicznej
  - Alina Nowak, polska urzędniczka państwowa
  - Peter Stebbings, kanadyjski aktor, reżyser, scenarzysta i producent filmowy
- 1 marca:
  - Thomas Adès, brytyjski kompozytor, pianista, dyrygent
  - Cara Buono, amerykańska aktorka pochodzenia włoskiego
  - Tyler Hamilton, amerykański kolarz szosowy
  - Allen Johnson, amerykański lekkoatleta, płotkarz
  - Katarzyna Królak, polska działaczka samorządowa, polityk, posłanka na Sejm RP
  - Tomasz Miszczuk, polski samorządowiec, prawnik i menedżer
  - Dorota Naruszewicz, polska aktorka
  - Dick Norman, belgijski tenisista
- 2 marca: 
  - Stefano Accorsi, włoski aktor
  - Antonio D’Angelo, włoski duchowny katolicki, arcybiskup L’Aquili
  - Norbert Hofer, austriacki samorządowiec, polityk
  - Method Man, amerykański raper, aktor
  - Vincenzo Modica, włoski lekkoatleta, długodystansowiec
  - Karel Rada, czeski piłkarz
  - Ned Raggett, amerykański dziennikarz muzyczny
- 3 marca: 
  - Christian Eigner, austriacki perkusista
  - Vinko Marinović, serbsko-bośniacki piłkarz i trener
  - Martin Procházka, czeski hokeista
  - Dariusz Ulanowski, polski piłkarz
  - Bjarte Engen Vik, norweski narciarz, specjalista kombinacji norweskiej
- 4 marca:
  - Marc Baumgartner, szwajcarski piłkarz ręczny
  - Michał Chaciński, polski dziennikarz, krytyk i producent filmowy
  - Ilja Konowałow, rosyjski lekkoatleta, młociarz
  - Fergal Lawler, irlandzki perkusista, członek zespołu The Cranberries
  - Luis Alberto Lazarte, argentyński bokser
  - Satoshi Motoyama, japoński kierowca wyścigowy
  - Shavar Ross, amerykański aktor, reżyser, scenarzysta, producent, operator i montażysta filmowy
  - Nick Stabile, amerykański aktor
  - Jovan Stanković, serbski piłkarz
- 5 marca:
  - Geovany Baca, honduraski bokser
  - Asliddin Habibullojew, tadżycki piłkarz, bramkarz, trener
  - Filip Meirhaeghe, belgijski kolarz górski
  - Andrij Połunin, ukraiński piłkarz, trener
- 6 marca: 
  - Aleš Čar, słoweński pisarz, publicysta
  - Leszek Dawid, polski reżyser i scenarzysta filmowy
  - Faf Larage, francuski raper
  - Richard Gay, francuski narciarz dowolny
  - Beata Gosiewska, polska działaczka samorządowa, polityk, senator RP i eurodeputowana
- 7 marca:
  - Tal Banin, izraelski piłkarz
  - Antoni Comín, hiszpański i kataloński filozof, wykładowca akademicki, polityk, eurodeputowany
  - Christophe Darbellay, szwajcarski polityk
  - Jakub (Donczew), bułgarski biskup prawosławny
  - Alison Herst, kanadyjska kajakarka
  - Edvard Lasota, czeski piłkarz
  - Peter Sarsgaard, amerykański aktor pochodzenia duńskiego
  - Matthew Vaughn, brytyjski reżyser i producent filmowy
- 8 marca: 
  - Iwona Chołuj, polska aktorka, reżyserka, wokalistka
  - Katarzyna Frydrych, polska prawniczka, podsekretarz stanu
  - Bohdan Pomahač, czeski chirurg plastyczny
  - Miodrag Rajković, serbski trener koszykarski
  - Kit Symons, walijski piłkarz, trener
- 9 marca:
  - Jovita Jutelytė, litewska koszykarka
  - C-Murder, amerykański raper, aktor, zabójca
  - Johan Edlund, szwedzki wokalista, członek zespołu Tiamat
  - Pierre Jodlowski, francuski kompozytor i wykonawca muzyki współczesnej
  - Grzegorz Marek Poznański, polski szablista, urzędnik państwowy, dyplomata
  - Kinga Rusin, polska dziennikarka i prezenterka telewizyjna
  - Diego Torres, argentyński piosenkarz, kompozytor
- 10 marca:
  - Øyvind Berg, norweski skoczek narciarski
  - Jon Hamm, amerykański aktor, producent filmowy i telewizyjny
  - Dariusz Kaczanowski, polski ekonomista, polityk, poseł na Sejm RP
  - Juryj Szukanau, białoruski piłkarz, trener
  - Witold Śmiałek, polski polityk, poseł na Sejm RP, wicemarszałek województwa małopolskiego
- 11 marca:
  - Andy Jenkins, angielski darter
  - Jung Sun-yong, południowokoreańska judoczka
  - Johnny Knoxville, amerykański aktor, scenarzysta, prezenter telewizyjny i filmowy
  - Martin Ručinský, czeski hokeista
  - Steffen Wesemann, niemiecki i szwajcarski kolarz szosowy
- 12 marca:
  - Agnieszka Góra-Błaszczykowska, polska prawnik, profesor
  - Isaiah Rider, amerykański koszykarz
  - Raül Romeva, hiszpański i kataloński polityk, eurodeputowany
  - Yūsuke Santamaria, japoński aktor, reżyser, piosenkarz, prezenter telewizyjny
  - Dragutin Topić, serbski lekkoatleta, skoczek wzwyż
  - Steve Tucker, amerykański basista, gitarzysta, wokalista, autor tekstów, członek zespołów: Morbid Angel i Warfather
  - Alexis Vila, kubański zapaśnik
- 13 marca:
  - Alessandro Abbio, włoski koszykarz
  - Brian Andersen, duński żużlowiec
  - Klára Dostálová, czeska ekonomistka, polityk
  - Annabeth Gish, amerykańska aktorka
  - Magdalena Łobodzińska, polska dziennikarka
  - Rodica Mateescu, rumuńska lekkoatletka, trójskoczkini
  - Allan Nielsen, duński piłkarz
  - Adina Porter, amerykańska aktorka
  - Ryszard Staniek, polski piłkarz
  - Artur Walasek, polski polityk, samorządowiec, wicemarszałek województwa lubelskiego (zm. 2016)
- 14 marca:
  - Edilene Andrade, brazylijska judoczka
  - Tomasz Dobrzeniecki, polski gitarzysta, basista, wokalista, lider zespołu Hazael
  - Steve Horvat, australijski piłkarz pochodzenia chorwackiego
  - Joanna Kaczyńska, polska dekoratorka wnętrz, scenograf, kostiumograf
  - Salima Yenbou, francuska nauczycielka, działaczka samorządowa, polityk, eurodeputowana
- 15 marca: 
  - Todd Agnew, amerykański wokalista, autor piosenek
  - Joachim Björklund, szwedzki piłkarz
  - Constanța Burcică, rumuńska wioślarka
  - Christopher Drexler, austriacki polityk, starosta krajowy Styrii
  - Euller, brazylijski piłkarz
  - Penny Lancaster, brytyjska modelka, fotografka
  - Zdeslav Vrdoljak, chorwacki piłkarz wodny
  - Sandra Zwolle, holenderska łyżwiarka szybka
- 16 marca: 
  - Jason Azzopardi, maltański prawnik, polityk
  - Jaroslav Bílek, czeski kolarz szosowy
  - Julian Davies, brytyjski judoka
  - Camilla Johansson, szwedzka curlerka
  - Luboš Kozel, czeski piłkarz, trener
  - Miroslav Menc, czeski lekkoatleta, kulomiot
  - Łarisa Mierk, rosyjska wioślarka
  - Alan Tudyk, amerykański aktor pochodzenia polskiego
  - Carlos Velasco Carballo, hiszpański sędzia piłkarski
- 17 marca:
  - Marcin Jałocha, polski piłkarz, trener
  - Aleksiej Kosołapow, rosyjski piłkarz
  - Wilfredo Morales, kubański zapaśnik
  - Władisław Pawłowicz, rosyjski florecista
  - Richard Umbers, australijski duchowny katolicki, biskup pomocniczy Sydney
- 18 marca:
  - Wayne Arthurs, australijski tenisista
  - Jerzy Brzęczek, polski piłkarz, trener
  - Philippe Close, belgijski polityk, burmistrz Brukseli
  - Anna Enocsson, szwedzka kolarka górska
  - Wasyl Horbal, ukraiński prawnik, polityk
  - Agnieszka Kotlarska, polska aktorka (zm. 2015)
  - Hilde Synnøve Lid, norweska narciarka dowolna
  - Mariaan de Swardt, południowoafrykańska tenisistka
- 19 marca:
  - Nadja Auermann, niemiecka modelka
  - José Cardozo, paragwajski piłkarz, trener
  - Sébastien Godefroid, belgijski żeglarz sportowy
  - Whitney Hedgepeth, amerykańska pływaczka
  - Dalton James, amerykański aktor
  - Arno Kompatscher, włoski przedsiębiorca, polityk pochodzenia austriackiego
  - Zé Marco de Melo, brazylijski siatkarz plażowy
  - Grzegorz Mielcarski, polski piłkarz
  - Alfred Ter-Mykyrtczian, ormiański i niemiecki zapaśnik
  - Maciej Wierzbicki, polski aktor
- 20 marca:
  - Murray Bartlett, australijski aktor
  - Agnieszka Krukówna, polska aktorka
  - Juan Luis Marén, kubański zapaśnik
  - Siergiej Martynow, rosyjski zapaśnik (zm. 1997)
  - Faouzi Rouissi, tunezyjski piłkarz
- 21 marca:
  - Darren Bundock, australijski żeglarz sportowy
  - Hélder Cristóvão, portugalski piłkarz, trener pochodzenia angolskiego
  - Maureen Drake, kanadyjska tenisistka
  - Józef Gilewski, polski bokser
  - Tadeusz M. Płużański, polski dziennikarz, publicysta
  - Piotr Szarpak, polski piłkarz, trener
- 22 marca:
  - Peter Frankopan, brytyjski historyk, wykładowca akademicki
  - Steven Hewitt, brytyjski gitarzysta, perkusista, wokalista, członek zespołów: Placebo, Love Amongst Ruin i Six by Seven
  - Tommy Johansson, szwedzki kolarz górski
  - Keegan-Michael Key, amerykański aktor, komik, scenarzysta i producent filmowy
  - Will Yun Lee, amerykański aktor pochodzenia koreańskiego
  - Rodrigue Nordin, francuski lekkoatleta, sprinter
  - Marcin Palade, polski socjolog polityki
  - Renée Sonnenberg, kanadyjska curlerka
- 23 marca:
  - Jason Batty, nowozelandzki piłkarz, bramkarz
  - Yasmeen Ghauri, kanadyjska modelka pochodzenia pakistańskiego
  - Bill Kelliher, amerykański gitarzysta, członek zespołu Mastodon
  - Boris Miloševič, słoweński strongman
  - Leszek Możdżer, polski pianista jazzowy, kompozytor, producent muzyczny
  - Andrea Rivera, włoski aktor, komik
  - Aleksandr Sieliwanow, rosyjski hokeista, trener
  - David Vodrážka, czeski samorządowiec, polityk
  - Yang Hyeong-mo, południowokoreański zapaśnik
- 24 marca:
  - Albrecht Behmel, niemiecki pisarz, historyk  
  - Igor Brejdygant, polski aktor, scenarzysta, reżyser, pisarz, fotograf
  - Patrik Ćavar, chorwacki piłkarz ręczny
  - Christopher Daniels, amerykański wrestler
  - Topi Lehtipuu, fiński śpiewak operowy (tenor)
  - Megyn Price, amerykańska aktorka
  - Sa’id at-Tanku, marokański zapaśnik
- 25 marca:
  - Ian Cox, trynidadzko-tobagijski piłkarz
  - Stacy Dragila, amerykańska lekkoatletka, tyczkarka
  - Sheryl Swoopes, amerykańska koszykarka
- 26 marca:
  - Choi Jin-cheul, południowokoreański piłkarz
  - Liviu Ciobotariu, rumuński piłkarz
  - Rennae Stubbs, australijska tenisistka
- 27 marca:
  - Małgorzata Adamczak, polska polityk, senator i poseł na Sejm RP
  - David Coulthard, brytyjski kierowca wyścigowy
  - Nathan Fillion, kanadyjski aktor
- 28 marca:
  - Mônica Carvalho, brazylijska aktorka
  - Damien Marsh, australijski lekkoatleta, sprinter
  - Noh Jung-yoon, południowokoreański piłkarz
  - Wesley Person, amerykański koszykarz, trener
  - Sayeeda Warsi, brytyjska prawnik, polityk pochodzenia pakistańskiego
- 29 marca:
  - Néstor Almanza, kubański zapaśnik
  - Kim Mi-jung, południowokorańska judoczka
  - Hidetoshi Nishijima, japoński aktor
  - Veljko Uskoković, czarnogórski piłkarz wodny
  - Mariola Wawrzusiak, polska rzeźbiarka, pedagog
  - Maciej Zieliński, polski kompozytor
- 30 marca:
  - Mark Consuelos, hiszpański aktor
  - Mari Holden, amerykańska kolarka szosowa
  - Carlton Myers, włoski koszykarz pochodzenia brytyjskiego
  - Fabrizio de Simone, włoski kierowca wyścigowy
  - Dmitrij Zatonski, rosyjski hokeista
- 31 marca:
  - Martin Atkinson, angielski sędzia piłkarski
  - Pawieł Bure, rosyjski hokeista
  - Craig McCracken, amerykański animator
  - Ewan McGregor, brytyjski aktor
  - Dorcas Ndasaba, kenijska siatkarka
  - Cristian Petrescu, rumuński polityk
  - Piotr Pniak, polski perkusista, kompozytor, producent muzyczny, pedagog
  - Jeff Singer, brytyjski perkusista, członek zespołów: Paradise Lost i BLAZE
- 1 kwietnia:
  - Sonia Bisset, kubańska lekkoatletka, oszczepniczka
  - Wachtang Kipiani, ukraiński dziennikarz pochodzenia gruzińskiego
  - John Leech, brytyjski polityk
  - Daniele Liotti, włoski aktor
  - Lea Loveless, amerykańska pływaczka
  - Tarek Mostafa, egipski piłkarz
  - Shinji Nakano, japoński kierowca wyścigowy
  - Władimir Sielkow, rosyjski pływak
  - Daniel Vacek, czeski tenisista
- 2 kwietnia:
  - Francisco Arce, paragwajski piłkarz
  - Edmundo, brazylijski piłkarz
  - Roman Młodkowski, polski dziennikarz, menadżer, konsultant
  - Bruno Reuteler, szwajcarski skoczek narciarski
  - Todd Woodbridge, australijski tenisista
- 3 kwietnia:
  - Vitālijs Astafjevs, łotewski piłkarz
  - Emmanuel Collard, francuski kierowca wyścigowy
  - Ze’ew Elkin, izraelski polityk
  - Dace Melbārde, łotewska historyk, polityk, minister kultury, eurodeputowana
  - Robert da Silva Almeida, brazylijski piłkarz
  - Jonathan Stark, amerykański tenisista
  - Picabo Street, amerykańska narciarka alpejska
  - Asłambiek Wadałow, czeczeński bojownik
- 4 kwietnia:
  - Raja Amari, tunezyjska reżyserka i scenarzystka filmowa
  - Dietmar Kühbauer, austriacki piłkarz, trener
  - Armand Maulana, indonezyjski wokalista, członek zespołu Gigi
  - Claudette Mink, kanadyjska aktorka
  - Ryō Ōwatari, japoński wokalista, gitarzysta, członek zespołów: Do As Infinity i Missile Innovation
- 5 kwietnia:
  - Krista Allen, amerykańska aktorka
  - Grzegorz Artman, polski aktor
  - Austin Berry, kostarykański piłkarz
  - Simona Cavallari, włoska aktorka
  - Choi Eun-sung, południowokoreański piłkarz, bramkarz
  - Charles Cumming, brytyjski pisarz
  - Ondrej Dostál, słowacki dziennikarz, polityk
  - Ayako Kawahara, japońska modelka, aktorka
  - Kim Soo-nyung, południowokoreańska łuczniczka
  - Nelson Parraguez, chilijski piłkarz
  - Paweł Woźny, polski dyplomata, urzędnik państwowy
- 6 kwietnia:
  - Leandro Ávila, brazylijski piłkarz
  - Mona Grudt, norweska modelka, zwyciężczyni konkursu Miss Universe
  - Martin Hansson, szwedzki sędzia piłkarski
  - Jolanta Jackowska-Czop, polska aktorka, dziennikarka
  - Sanjay Suri, indyjski aktor
  - Stefania Zambelli, włoska działaczka samorządowa, polityk, eurodeputowana
- 7 kwietnia:
  - Peter Hoeltzenbein, niemiecki wioślarz
  - Victor Kraatz, kanadyjski łyżwiarz figurowy pochodzenia niemieckiego
  - Tobias Krantz, szwedzki polityk
  - Jennifer Schwalbach Smith, amerykańska aktorka
  - Franky Vandendriessche, belgijski piłkarz, bramkarz
  - Zoltán Végh, węgierski piłkarz, bramkarz
- 8 kwietnia:
  - Ahmad Kamil Muhammad Husajn, egipski zapaśnik
  - Ellen Kuipers, holenderska hokeistka na trawie
  - Craig Mazin, amerykański reżyser i scenarzysta filmowy
  - Gerhard Plankensteiner, włoski saneczkarz pochodzenia tyrolskiego
  - Władysław Zubkow, ukraiński piłkarz, trener
- 9 kwietnia:
  - Omar Asad, argentyński piłkarz, trener pochodzenia syryjsko-libańskiego
  - Kim Young-ho, południowokoreański florecista
  - Kostas Malekos, cypryjski piłkarz, trener
  - Austin Peck, amerykański aktor
  - Jens Risager, duński piłkarz
  - Rafał Szukała, polski pływak
  - Jacques Villeneuve, kanadyjski kierowca wyścigowy
- 10 kwietnia:
  - Andrei Fyodorov, uzbecki piłkarz, trener
  - Nana Miyagi, japońska tenisistka
  - Renata Nieroda, polska lekkoatletka, oszczepniczka
  - Beata Predehl, polska koszykarka
  - Beata Syta, polska badmintonistka
- 11 kwietnia:
  - Wojciech Dyngosz, polski śpiewak operowy (baryton), pedagog
  - Daniel Petru Funeriu, rumuński inżynier, polityk, eurodeputowany, minister edukacji
  - Tomasz Gollob, polski żużlowiec
  - Diana Jorgowa, bułgarska strzelczyni sportowa
  - Bogdan Prusek, polski piłkarz
  - Oliver Riedel, niemiecki basista, członek zespołu Rammstein
- 12 kwietnia:
  - Lional Alex, salomoński polityk
  - Nicholas Brendon, amerykański aktor, scenarzysta filmowy
  - Shannen Doherty, amerykańska aktorka (zm. 2024)
  - Masakazu Kagiyama, japoński łyżwiarz figurowy
  - Fernando Meligeni, brazylijski tenisista
  - Christophe Moreau, francuski kolarz szosowy
  - Desi Tenekedżiewa, bułgarska aktorka, piosenkarka, producentka telewizyjna
  - Jelena Tiurina, rosyjska siatkarka
- 13 kwietnia: 
  - Marcelo Cézan, kolumbijski aktor, piosenkarz
  - Franck Esposito, francuski pływak
  - Čedomir Jovanović, serbski dziennikarz, polityk
  - Magdalena Lisak, polska pianistka, kameralistka, pedagog
  - Steven Lustü, duński piłkarz
  - Veljko Mršić, chorwacki koszykarz
  - Jeroen Paul Thesseling, holenderski basista, kompozytor, członek zespołów: Pestilence, Ensemble Salazhar, Obscura, MaYaN, Nufutic i Salazh Trio
- 14 kwietnia:
  - Robert Górski, polski kabareciarz, aktor
  - Ulrich Kapp, niemiecki curler
  - Wasilij Karasiow, rosyjski koszykarz
  - Mariusz Witczak, polski polityk, senator i poseł na Sejm RP
- 15 kwietnia: 
  - Finidi George, nigeryjski piłkarz
  - Jarosław Juszkiewicz, polski dziennikarz
  - Dariusz Kubiak, polski samorządowiec, polityk, poseł na Sejm RP
  - Georges Mouyeme, kameruński piłkarz
  - Ivo Rüegg, szwajcarski bobsleista
  - Gia Sissaouri, kanadyjski zapaśnik pochodzenia gruzińskiego
  - Josia Thugwane, południowoafrykański lekkoatleta, maratończyk
- 16 kwietnia:
  - Marcin Bisiorek, polski dziennikarz
  - Sven Fischer, niemiecki biathlonista
  - Aya Kokumai, japońska aktorka, modelka
  - Natalla Zwierawa, białoruska tenisistka
- 17 kwietnia: 
  - José Cevallos, ekwadorski piłkarz, bramkarz
  - Francisco Lima, brazylijski piłkarz
  - Michał Wójcik, polski prawnik, polityk, poseł na Sejm RP
- 18 kwietnia: 
  - Eduard Bałtruszewicz, białoruski piłkarz
  - Serhij Diriawka, ukraiński piłkarz, trener
  - Dresta, amerykański raper
  - Jens Holm, szwedzki polityk, eurodeputowany
  - Tomohiro Katanosaka, japoński piłkarz, trener
  - Marek Ociesielski, polski karateka
  - Oleg Pietrow, rosyjski hokeista
  - Fredro Starr, amerykański raper
  - David Tennant, brytyjski aktor
  - Andrzej Zujewicz, polski malarz, grafik, rysownik, fotograf, animator kultury
- 19 kwietnia:
  - Gad Elmaleh, francuski aktor, komik pochodzenia marokańsko-żydowskiego
  - Mun Ji-yun, południowokoreańska judoczka
- 20 kwietnia:
  - Paul Dempsey, irlandzki duchowny katolicki, biskup Achonry
  - Maksim Geller, izraelski zapaśnik
  - Allan Houston, amerykański koszykarz
  - Marcin Kusiński, polski tenisista stołowy
  - Dariusz Romuzga, polski piłkarz
- 21 kwietnia: 
  - Ekin Deligöz, niemiecka polityk pochodzenia tureckiego
  - Anna Grönlund Krantz, szwedzka polityk
  - Sune Berg Hansen, duński szachista
  - Eric Mabius, amerykański aktor
  - Indrek Pertelson, estoński judoka
  - Darius Ulickas, litewski polityk
- 22 kwietnia:
  - Jane Janew, bułgarski ekonomista, polityk
  - Jarosław Kubisztal, polski operator filmowy
  - Nicklas Kulti, szwedzki tenisista
  - Serhij Popow, ukraiński piłkarz, trener
  - Ingo Rademacher, niemiecki aktor
  - Marko Spittka, niemiecki judoka
- 23 kwietnia:
  - Chuck Adams, amerykański tenisista
  - Radosław Gruk, polski urzędnik, dyplomata
  - Shigetoshi Hasebe, japoński piłkarz, trener
  - Mame Ibra Touré, senegalski piłkarz
  - D.B. Weiss, amerykański pisarz, scenarzysta i producent telewizyjny
- 24 kwietnia:
  - Craig Burley, szkocki piłkarz
  - Grażyna Kania, polska reżyserka teatralna
  - James Marape, papuaski polityk, premier Papui-Nowej Gwinei
  - Stefania Rocca, włoska aktorka
- 25 kwietnia:
  - Todd Howard, amerykański projektant i producent gier komputerowych
  - Krzysztof Przybylski, polski piłkarz ręczny, trener
- 26 kwietnia:
  - Jay DeMarcus, amerykański gitarzysta basowy, członek zespołu Rascal Flatts
  - Rafael Ruelas, amerykański bokser
  - Elżbieta Urbańczyk, polska kajakarka
  - Swietłana Wasilewska, rosyjska siatkarka
- 27 kwietnia: 
  - John Collins, australijski basista, członek zespołu Powderfinger
  - Małgorzata Kożuchowska, polska aktorka
  - Łukasz (Wołczkow), rosyjski biskup prawosławny
- 28 kwietnia:
  - Leigh Adams, australijski żużlowiec
  - Anna Anka, szwedzka prezenterka telewizyjna, aktorka, fotomodelka pochodzenia polskiego
  - David Borrelli, włoski polityk
  - Hamish Carter, nowozelandzki triathlonista
  - Zsolt Czingler, węgierski lekkoatleta, trójskoczek
  - Andrzej Franaszek, polski literaturoznawca, krytyk literacki
  - Piotr Frelek, polski piłkarz ręczny
  - Chris Haggard, południowoafrykański tenisista
  - Meredith McGrath, amerykańska tenisistka
  - Bridget Moynahan, amerykańska aktorka, modelka
  - Natasza Sierocka, polska aktorka
- 29 kwietnia:
  - Piotr Barełkowski, polski dziennikarz, producent filmowy, realizator i menedżer telewizyjny
  - Anja Karliczek, niemiecka polityk
  - Jurij Małyhin, ukraiński piłkarz, bramkarz, trener
  - Sam Michael, australijski inżynier, dyrektor sportowy w McLarenie
  - Jacek Moczadło, polski gitarzysta, członek zespołu Kobranocka
  - Darby Stanchfield, amerykańska aktorka
- 30 kwietnia: 
  - John Boyne, irlandzki pisarz
  - Anthony Foxx, amerykański polityk
  - Chris Henderson, amerykański gitarzysta, członek zespołu 3 Doors Down
  - Krystian Kiełb, polski kompozytor, teoretyk i pedagog muzyczny
  - Simone Rossetti, włoski piosenkarz, kompozytor
  - B.J. Tyler, amerykański koszykarz
- 1 maja:
  - Kwanza Hall, amerykański polityk, kongresman
  - Artur Kohutek, polski lekkoatleta, płotkarz
  - Ajith Kumar, indyjski aktor
  - Eva Lund, szwedzka curlerka
  - Travis Simms, amerykański bokser
- 2 maja:
  - Sławomir Derdziński, polski żużlowiec
  - Ana Miranda, hiszpańska polityk, eurodeputowana
  - Park Sung-geun, południowokoreański aktor
  - Fatima Yusuf, nigeryjska lekkoatletka, sprinterka
- 3 maja:
  - Bobby Cannavale, amerykański aktor pochodzenia włosko-kubańskiego
  - Douglas Carswell, brytyjski polityk
  - Ksienija Kaczalina, rosyjska aktorka
  - Ołeksandr Sawycki, ukraiński hokeista, trener
  - Wang Yan, chińska lekkoatletka, chodziarka
- 4 maja:
  - Fabien Bertrand, francuski narciarz dowolny
  - Maciej Orzechowski, polski lekarz, samorządowiec, polityk, poseł na Sejm RP
  - Leonid Słucki, rosyjski piłkarz, bramkarz, trener
  - Agnieszka Truszyńska, polska piłkarka ręczna, trenerka
- 5 maja: 
  - Roberto Fernandes, brazylijski piłkarz, trener
  - Anette Hoffmann-Møberg, duńska piłkarka ręczna
  - Harold Miner, amerykański koszykarz
- 6 maja: 
  - Sarah Blackwood, brytyjska wokalistka, autorka tekstów, członkini zespołu Dubstar
  - Till Brönner, niemiecki trębacz i wokalista jazzowy
  - Anna Radziejewska, polska śpiewaczka operowa (mezzosopran)
  - Chris Shiflett, amerykański gitarzysta, członek zespołu Foo Fighters
  - Nicola Vettori, włoski siatkarz, trener
- 7 maja:
  - Paweł Audykowski, polski aktor
  - Krzysztof Bartnicki, polski pisarz i tłumacz
  - Steve Brimacombe, australijski lekkoatleta, sprinter
  - Rafał Marton, polski pilot rajdowy
  - Thomas Piketty, francuski ekonomista
  - Harald Christian Strand Nilsen, norweski narciarz alpejski
- 8 maja:
  - Kristján Finnbogason, islandzki piłkarz, bramkarz
  - Radosław Gilewicz, polski piłkarz
  - Barbara Hannigan, kanadyjska śpiewaczka, dyrygentka
  - Candice Night, amerykańska wokalistka, członkini zespołu Blackmore’s Night
- 9 maja: 
  - Edd China, brytyjski inżynier, prezenter radiowy i telewizyjny
  - Paul McGuigan, brytyjski gitarzysta basowy, członek zespołu Oasis
  - Stanisław Pięta, polski nauczyciel, polityk, poseł na Sejm RP
- 10 maja:
  - Doris Auer, austriacka lekkoatletka, tyczkarka
  - Priska Doppmann, szwajcarska kolarka szosowa
  - Adriano Giannini, włoski aktor
  - Luan Krasniqi, niemiecki bokser pochodzenia albańskiego
  - Dienis Kriwoszłykow, rosyjski piłkarz ręczny
  - Lee Seung-bae, południowokoreański bokser
  - Tomasz Lipiec, polski lekkoatleta, chodziarz, polityk, minister sportu
  - Amy Mastura, malezyjska piosenkarka i aktorka
  - Doris Neuner, austriacka saneczkarka
  - Ådne Søndrål, norweski łyżwiarz szybki
  - Tomasz Wałdoch, polski piłkarz, trener
  - Katja Woywood, niemiecka aktorka
  - Beat Zberg, szwajcarski kolarz szosowy i torowy
- 11 maja:
  - Christopher Bailey, brytyjski projektant mody
  - Robert Kaliňák, słowacki prawnik, polityk
  - Normunds Miezis, łotewski szachista
  - Norbert Rasch, polski polityk, samorządowiec, działacz mniejszości niemieckiej
  - Alberto Rodríguez, hiszpański reżyser i scenarzysta filmowy
  - Lubor Tesař, czeski kolarz szosowy i torowy
  - Aidi Vallik, estońska autorka literatury dziecięcej i młodzieżowej
  - Michał Wawrykiewicz polski prawnik, polityk, poseł do Parlamentu Europejskiego
  - Marek Więckowski, polski geograf, fotograf, dziennikarz, podróżnik
- 12 maja:
  - Włodzimierz Bartos, polski sędzia piłkarski
  - José María Buljubasich, argentyński piłkarz, bramkarz
  - Jamie Luner, amerykańska aktorka
  - Milan Majerský, słowacki polityk, samorządowiec, przewodniczący kraju preszowskiego
  - Boris Reitschuster, niemiecki dziennikarz, publicysta
  - Tim Shocks, amerykański bokser
  - Morgan Weisser, amerykański aktor pochodzenia niemieckiego
- 13 maja:
  - Espen Lind, norweski muzyk, piosenkarz, producent muzyczny
  - Fana Mokoena, południowoafrykański aktor
  - Tedi Papavrami, albański skrzypek, tłumacz
  - Teofil (Roman), rumuński biskup prawosławny
- 14 maja:
  - Monika Ambroziak, polska aktorka, piosenkarka
  - Sofia Coppola, amerykańska aktorka, reżyserka i scenarzystka filmowa
  - Zbigniew Kaleta, polski aktor
  - Krzysztof Kwiatkowski, polski polityk, urzędnik, poseł na Sejm i senator RP, minister sprawiedliwości i prokurator generalny, prezes NIK
  - Martin Reim, estoński piłkarz, trener
  - Małgorzata Wyszyńska, polska dziennikarka i prezenterka telewizyjna
- 15 maja:
  - Zoubeir Baya, tunezjski piłkarz
  - Barnabas Imenger, nigeryjski piłkarz (zm. 2021)
  - Anwar ul Haq Kakar, pakistański polityk
  - Sam Trammell, amerykański aktor
- 16 maja:
  - Constantin Barbu, rumuński piłkarz
  - Patrick Chisanga, zambijski duchowny katolicki, biskup Mansy
  - Stefan (Kawtaraszwili), rosyjski biskup prawosławny
  - Marcin Rozynek, polski piosenkarz
- 17 maja: 
  - Tim Carter, angielski muzyk, tekściarz, inżynier dźwięku i producent muzyczny[3]
  - Maksyma, Argentynka, królowa Holandii
  - Ihor Matwijenko, kirgiski piłkarz, trener
  - Anarbek Ormombekow, kirgiski piłkarz, trener
  - Gina Raimondo, amerykańska polityk, gubernator stanu Rhode Island, sekretarz handlu
- 18 maja:
  - Sebastian Bezzel, niemiecki aktor
  - Brad Friedel, amerykański piłkarz, bramkarz
  - János Lackfi, węgierski poeta, pisarz, tłumacz literacki, nauczyciel akademicki i publicysta
  - Adamari López, portorykańska aktorka
  - Goran Vučević, chorwacki piłkarz, trener i działacz piłkarski
- 19 maja: 
  - Samvel Babayan, uzbecki piłkarz, trener pochodzenia ormiańskiego
  - Israel Houghton, amerykański piosenkarz
  - Psicosis, meksykański wrestler
  - Afdlin Shauki, malezyjski aktor, reżyser i komik
- 20 maja: 
  - Ian Feuer, amerykański piłkarz, bramkarz
  - Šárka Kašpárková, czeska lekkoatletka, skoczkini wzwyż i trójskoczkini
  - Paweł Mykietyn, polski kompozytor, klarnecista
  - Algirdas Paleckis, litewski politolog, samorządowiec, polityk, dyplomata
- 21 maja: 
  - Aditya Chopra, indyjski reżyser, scenarzysta i producent filmowy
  - Sławomir Izdebski, polski rolnik, polityk, senator RP
  - Kristian Jensen, duński polityk
- 22 maja: 
  - Bożena Antoniak, ukraińska językoznawczyni, slawistka, leksykografka, wydawczyni, tłumaczka
  - Magda Femme, polska piosenkarka, kompozytorka, autorka tekstów
  - MC Eiht, amerykański raper
  - Marcin Karas, polski filozof, wykładowca akademicki
  - Gintautas Kindurys, litewski inżynier, polityk
  - Nabil Salihi, tunezyjski zapaśnik
  - Przemysław Skalik, polski szachista
  - Aleksandra Szymkowiak, polska koszykarka
  - Jakub Weigel, polski wokalista, gitarzysta, kompozytor, autor tekstów, członek zespołów: KAT, Qbek, Harlem, Mr Slide Band i Bandaż Elastyczny
- 23 maja: 
  - Sławomir Dębski, polski historyk, politolog, analityk
  - Fillemon Kanalelo, namibijski piłkarz, bramkarz
  - George Osborne, brytyjski polityk
  - Pawło Szeremeta, ukraiński ekonomista, nauczyciel akademicki, polityk
  - Rytis Vaišvila, litewski koszykarz, trener
- 24 maja:
  - Kris Draper, kanadyjski hokeista
  - Giulia Moi, włoska biolog, polityk, eurodeputowana
  - Paul Ragusa, kanadyjski zapaśnik
- 25 maja: 
  - Stefano Baldini, włoski lekkoatleta, maratończyk
  - Marco Cappato, włoski polityk, eurodeputowany
  - August Grabski, polski historyk, wykładowca akademicki
  - Justin Henry, amerykański aktor
  - Łukasz Myszkowski, polski muzyk, kompozytor, wokalista, autor tekstów, członek zespołu Antigama
  - Kristina Orbakaitė, rosyjska piosenkarka, aktorka pochodzenia litewskiego
  - Paul Peschisolido, kanadyjski piłkarz, trener pochodzenia włoskiego
  - Joanna Piasecka, polska zapaśniczka, judoczka
  - Mateusz Sikora, polski rzeźbiarz
  - Siergiej Szelestow, rosyjski kulturysta, trójboista siłowy
  - Georg Totschnig, austriacki kolarz szosowy
- 26 maja: 
  - Monte Barrett, amerykański bokser
  - Marzena Pawlak, polska lekkoatletka, sprinterka
  - Craig G. Rogers, amerykański urolog
  - Matt Stone, amerykański twórca filmów animowanych
- 27 maja:
  - Renáta Hiráková, słowacka koszykarka
  - Paul Bettany, brytyjski aktor
  - Ołeksandr Czyżewski, ukraiński piłkarz, trener
  - Lisa Lopes, amerykańska raperka, wokalistka, autorka tekstów pochodzenia honduraskiego, członkini zespołu TLC (zm. 2002)
  - Neli Marinowa-Nesić, bułgarska siatkarka
  - Jessica Polfjärd, szwedzka polityk pochodzenia koreańskiego
  - Sean Reinert, amerykański gitarzysta, perkusista, członek zespołów: Cynic, Death, Gordian Knot, Aghora i Æon Spoke (zm. 2020)
  - Robert Sawina, polski żużlowiec, działacz sportowy
  - Monika Schnarre, kanadyjska aktorka, modelka, prezenterka telewizyjna
  - Lee Sharpe, angielski piłkarz
  - Grant Stafford, południowoafrykański tenisista
  - Beatrix von Storch, niemiecka prawnik, polityk, eurodeputowana
  - Maciej Żółtowski, polski dyrygent, kompozytor, skrzypek, pedagog
- 28 maja: 
  - Arsen Awakow, tadżycki piłkarz
  - Isabelle Carré, francuska aktorka
  - Swietłana Gonczarienko, rosyjska lekkoatletka, sprinterka
  - Jekatierina Gordiejewa, rosyjska łyżwiarka figurowa
  - Pawło Haj-Nyżnyk, ukraiński historyk
  - Hwang Chang-ho, południowokoreański zapaśnik
  - Tomas Ramelis, litewski piłkarz
  - Marco Rubio, amerykański polityk, senator pochodzenia kubańskiego
  - Belinda Stowell, australijska żeglarka sportowa
  - Marek Vadas, słowacki pisarz
- 29 maja:
  - Jarosław Gryz, polski politolog, profesor nauk społecznych
  - Anna Johansson, szwedzka działaczka samorządowa, polityk
  - Bernd Mayländer, niemiecki kierowca wyścigowy
  - Marcin Pałasz, polski pisarz
  - Horace Stoute, barbadoski piłkarz, bramkarz
- 30 maja: 
  - Patrick Dahlheimer, amerykański basista, członek zespołu LIVE
  - Anja Haas, austriacka narciarka alpejska
  - Michał Jelonek, polski muzyk, kompozytor, członek zespołów Hunter i Orkiestra Dni Naszych
  - Idina Menzel, amerykańska aktorka, piosenkarka, autorka tekstów
  - Ireneusz (Tafunea), rosyjski biskup prawosławny pochodzenia mołdawskiego
- 31 maja:
  - Diana Damrau, niemiecka śpiewaczka operowa (sopran koloraturowy)
  - Nicole Struse, niemiecka tenisistka stołowa
  - Krzysztof Tadej, polski dziennikarz, publicysta, dokumentalista
- 1 czerwca:
  - Steven W. Bailey, amerykański aktor
  - Vera Bergkamp, holenderska polityk, przewodnicząca Tweede Kamer
  - Alicja Boryło, polska chemik, oceanograf
  - Mario Cimarro, kubański aktor
  - Marcin Jakimowicz, polski dziennikarz, pisarz
  - Gilad Zuckermann, izraelski lingwista
- 2 czerwca:
  - Michael Andrew Gielen, nowozelandzki duchowny katolicki, biskup pomocniczy Auckland
  - Jörgen Moberg, szwedzki piłkarz
  - Anthony Montgomery, amerykański aktor
  - Wałentyn Ołecki, ukraiński hokeista
  - Rustam Szaripow, ukraiński gimnastyk
  - Bagawdin Umachanow, rosyjski zapaśnik
- 3 czerwca: 
  - Gert Kullamäe, estoński koszykarz, trener
  - Luigi Di Biagio, włoski piłkarz
  - Manuela Lanzarin, włoska działaczka samorządowa, polityk
  - Gabriel Merz, niemiecki aktor, reżyser i scenarzysta filmowy
  - Marie-Anett Mey, francuska piosenkarka
- 4 czerwca:
  - James Callis, brytyjski aktor
  - Peter Jöback, szwedzki piosenkarz, aktor
  - Joseph Kabila, kongijski polityk, prezydent Demokratycznej Republiki Konga
  - Mike Lee, amerykański polityk, senator
  - Kosta Runjaić, niemiecki piłkarz, trener pochodzenia chorwackiego
  - Noah Wyle, amerykański aktor
- 5 czerwca:
  - Francisco Gabriel de Anda, meksykański piłkarz
  - Arkadiusz Chęciński, polski samorządowiec, prezydent Sosnowca
  - Emy Coligado, amerykańska aktorka
  - Jan Kozaczuk, polski aktor
  - Petros Triandafilidis, grecki zapaśnik
  - Mark Wahlberg, amerykański aktor
- 6 czerwca: 
  - Michalis Kasapis, grecki piłkarz, trener
  - Elina Knihtilä, fińska aktorka
  - Petr Korbel, czeski tenisista stołowy
  - Park Ji-yeong, południowokoreańska judoczka
  - Janina Warunek, polska lekkoatletka, sprinterka
  - Yang Young-jin, południowokoreański zapaśnik
- 7 czerwca:
  - Toni Cottura, niemiecki raper, producent muzyczny, członek grupy Fun Factory
  - Thomas Flögel, austriacki piłkarz
  - Anna Gambin, polska informatyk, profesor nauk matematycznych
  - Csaba Horváth, węgierski kajakarz, kanadyjkarz
  - Héctor López, meksykański piłkarz
  - Alex Mooney, amerykański polityk, kongresman
  - PJ DeBoy, amerykański aktor
  - Petr Veselý, czeski piłkarz
- 8 czerwca: 
  - Anna Brzezińska, polska pisarka fantasy
  - Jeff Douglas, kanadyjski aktor
  - Mark Feuerstein, amerykański aktor
  - Tarek Lazizi, algierski piłkarz
  - Jamie Morgan, australijski tenisista
  - Radu Muntean, rumuński reżyser i scenarzysta filmowy
- 9 czerwca:
  - Carlos Humberto Camacho, kolumbijski aktor, model
  - Gilles De Bilde, belgijski piłkarz
  - Jean Galfione, francuski lekkoatleta, tyczkarz
  - Piotr Hajduk, polski kompozytor, aranżer, wokalista, nauczyciel śpiewu, aktor
  - Edward Pasewicz, polski prozaik, dramaturg, poeta, kompozytor
  - Gordy Sheer, amerykański saneczkarz
  - Peter Skov-Jensen, duński piłkarz, bramkarz
- 10 czerwca:
  - Yanga Fernández, kanadyjsko-amerykański astronom
  - Rafał Komarewicz, polski przedsiębiorca, samorządowiec, poseł na Sejm RP
  - Bruno N’Gotty, francuski piłkarz
  - Mariusz Rawski, polski inżynier
  - Erik Rutan, amerykański muzyk, kompozytor, producent muzyczny
- 11 czerwca:
  - Vladimir Gaidamașciuc, mołdawski piłkarz
  - Marek Kolbowicz, polski wioślarz
  - Warwick Smith, szkocki curler
  - Kenjirō Tsuda, japoński piłkarz
- 12 czerwca:
  - Isłam Bajramukow, kazachski zapaśnik
  - Félicia Ballanger, francuska kolarka torowa
  - Luca Gobbi, sanmaryński piłkarz
  - Tomasz Iwan, polski piłkarz
  - Florencia Labat, argentyńska tenisistka
  - Jérôme Romain, dominicko-francuski lekkoatleta, trójskoczek
- 13 czerwca:
  - Piotr Dubiela, polski piłkarz
  - Renata Jakubowska, polska piłkarka ręczna
  - Andrzej Konieczny, polski leśnik, urzędnik państwowy, dyrektor generalny Lasów Państwowych
  - Beata Monica-Szyjka, polska lekkoatletka, biegaczka
  - Christian Strehlau, francuski siatkarz
  - Wojciech Wiewiórowski, polski prawnik
- 14 czerwca: 
  - Bruce Bowen, amerykański koszykarz
  - Alfred Krupa, chorwacki malarz pochodzenia polskiego
  - Miłka Malzahn, polska pisarka, piosenkarka, autorka tekstów, prezenterka radiowa
  - Håkan Mild, szwedzki piłkarz
  - Billie Myers, brytyjska piosenkarka
  - Mike Sorber, amerykański piłkarz
  - Beata Strzałka, polska działaczka samorządowa, polityk, poseł na Sejm RP
  - Ramon Vega, szwajcarski piłkarz
- 15 czerwca:
  - José Luis Arrieta, hiszpański kolarz szosowy
  - Jake Busey, amerykański aktor, producent filmowy
  - Daniel Lapaine, australijski aktor
  - Franci Petek, słoweński skoczek narciarski, działacz sportowy, dziennikarz
  - Nenad Sakić, serbski piłkarz, trener
  - Zlatomir Zagorčić, bułgarski piłkarz, trener pochodzenia serbskiego
- 16 czerwca: 
  - Askar Abildajew, kazachski piłkarz
  - Imtiaz Ali, indyjski pisarz, aktor, reżyser i scenarzysta filmowy
  - Evelyn Großmann, niemiecka łyżwiarka figurowa
  - Christian Mayerhöfer, niemiecki hokeista na trawie
  - Tupac Shakur, amerykański raper, muzyk, aktor (zm. 1996)
- 17 czerwca:
  - Sara Lee Lucas, amerykański perkusista, członek zespołów: Marilyn Manson i 333 lunatic lane
  - Jelena Mielnikowa, rosyjska biathlonistka
  - Martin Muhr, niemiecki trójboista siłowy, strongman
  - Paulina Rubio, meksykańska piosenkarka, aktorka
  - Espen Sandberg, norweski reżyser filmowy
  - Tripp Schwenk, amerykański pływak
- 18 czerwca:
  - Jorge Bermúdez, kolumbijski piłkarz
  - Giovanni Ciccia, peruwiański aktor, reżyser i producent teatralny
  - Jason McAteer, irlandzki piłkarz
  - Andy Ogles, amerykański polityk, kongresman
- 19 czerwca: 
  - Jorge Almirón, argentyński piłkarz, trener
  - José Emilio Amavisca, hiszpański piłkarz
  - Jan Bzdawka, polski aktor
  - Jurij Gietikow, rosyjski piłkarz, trener
  - Małgorzata Lewińska, polska aktorka
  - Sławomir Rafałowicz, polski piłkarz, trener
  - Andrea Sartoretti, włoski siatkarz, trener
  - András Schiffer, węgierski prawnik, polityk
  - Behnam Seradż, irański piłkarz, trener
  - Alan van Sprang, kanadyjski aktor
- 20 czerwca:
  - Marko Alerić, chorwacki kroatysta, normatywista
  - Gregor Mackintosh, brytyjski gitarzysta, członek zespołu Paradise Lost
  - Ian Matthews, brytyjski perkusista, członek zespołu Kasabian[4]
  - Agnieszka Matuszewska-Kaja, polska piłkarka ręczna
  - Andrea Nahles, niemiecka polityk
  - Pandora, szwedzka piosenkarka
  - Mulaj Raszid, marokański książę
  - Oren Smadża, izraelski judoka
- 21 czerwca:
  - Lloyd Chitembwe, zimbabwejski piłkarz
  - Tomasz Karolak, polski aktor, wokalista
  - Ursula Meier, francuska reżyserka i scenarzystka filmowa
  - Faryd Mondragón, kolumbijski piłkarz, bramkarz
  - Cori Morris, kanadyjska curlerka
  - Anette Olzon, szwedzka wokalistka, członkini zespołu Nightwish
  - Pierre-Roland Saint-Jean, haitański piłkarz
- 22 czerwca:
  - Chodadad Azizi, irański piłkarz, trener
  - Laryssa Biesenthal, kanadyjska wioślarka
  - Lluís Comas Fabregó, hiszpański szachista
  - Christian Menzel, niemiecki kierowca wyścigowy
  - Mary Lynn Rajskub, amerykańska aktorka pochodzenia czesko-polsko-irlandzkiego
  - Dana Rucker, amerykański bokser
- 23 czerwca:
  - Witalij Hołod, ukraiński szachista, trener
  - Gabriela Kurylewicz, polska filozof, poetka, tłumaczka, kompozytorka
  - Andreja Potisk, słoweńska narciarka alpejska
  - Félix Potvin, kanadyjski hokeista, bramkarz
  - Enrique Romero, hiszpański piłkarz
- 24 czerwca
  - Armin Dollinger, niemiecki bokser
  - Thomas Helveg, duński piłkarz
  - László Klausz, węgierski piłkarz
  - Nicole Livingstone, australijska pływaczka
  - Martin Rowe, brytyjski kierowca rajdowy
  - Anna Samusionek, polska aktorka
  - Christopher Showerman, amerykański aktor
- 25 czerwca
  - Neil Lennon, północnoirlandzki piłkarz, trener
  - Jason Lewis, amerykański aktor, model
  - Scott Maslen, brytyjski aktor, model
  - Aquiles Priester, brazylijski perkusista, członek zespołów: Hangar, Angra, Freekeys, Midas Fate, Niturnall i Primal Fear pochodzenia południowoafrykańskiego
  - Robert Reichel, czeski hokeista
- 26 czerwca
  - Dave Baez, portorykański aktor, model
  - Max Biaggi, włoski motocyklista wyścigowy
  - Adam Kucz, polski piłkarz
  - Leomar Leiria, brazylijski piłkarz
  - Christine Nordhagen, kanadyjska zapaśniczka
  - Craig Thomas, amerykański scenarzysta telewizyjny
  - Ewa Zgrabczyńska, polska zoolog
- 27 czerwca
  - Bołat Bakaułow, kazachski polityk
  - Mohamed El Badraoui, marokański piłkarz
  - Sébastien Fournier, szwajcarski piłkarz
  - Kieren Keke, naurański lekarz, polityk
  - Serginho, brazylijski piłkarz
- 28 czerwca:
  - Lorenzo Amoruso, włoski piłkarz
  - Fabien Barthez, francuski piłkarz, bramkarz
  - Bobby Hurley, amerykański koszykarz, trener pochodzenia polskiego
  - Paul Magnette, belgijski i waloński politolog, polityk
  - Elon Musk, południowoafrykański przedsiębiorca, multimiliarder
- 29 czerwca
  - Cléber Chalá, ekwadorski piłkarz
  - Anthony Hamilton, angielski snookerzysta
  - Magdalena Parys, polska poetka, pisarka, tłumaczka
  - Rafał Piotrowiak, polski perkusista, członek zespołów: Pidżama Porno i Strachy na Lachy
  - Ingar Zach, norweski perkusista, członek zespołu Looper
- 30 czerwca
  - Tatiana Mindewicz-Puacz, polska psychoterapeutka, publicystka
  - Monica Potter, amerykańska aktorka
  - Bastiaan Ragas, holenderski piosenkarz
  - Tord Wiksten, szwedzki biathlonista
  - Marian Zlotea, rumuński ekonomista, polityk, eurodeputowany
- 1 lipca:
  - Aleh Antonienka, białoruski hokeista
  - Missy Elliott, amerykańska raperka, piosenkarka, producentka muzyczna
  - Krzysztof Frączek, polski matematyk
  - Julianne Nicholson, amerykańska aktorka
  - Radosław Rydlewski, polski śpiewak operowy (tenor)
  - Joanna Słowińska, polska wokalistka, skrzypaczka
  - Stephen Snedden, amerykański aktor
- 2 lipca
  - Maritza Arribas Robaina, kubańska szachistka, trenerka
  - Evelyn Lau, kanadyjska poetka, pisarka
  - Manuel Martínez, hiszpański baseballista
  - Jared Palmer, amerykański tenisista
  - Philippe Saive, belgijski tenisista stołowy
- 3 lipca
  - Julian Assange, australijski dziennikarz, programista, aktywista internetowy
  - Per Bolund, szwedzki polityk
  - Dominique Bozzi, francuski kolarz szosowy
  - Julie Collins, australijska polityk
  - Jarosław Darnikowski, polski koszykarz
  - Jamal Faulkner, amerykański koszykarz
  - Tomasz Jaworski, polski hokeista, bramkarz
  - Jan Kepinski, polski reżyser, scenarzysta i producent telewizyjny, realizator wizji
  - Helmer da Piedade Rosa, angolski piłkarz
- 4 lipca
  - Imanol Alguacil, hiszpański piłkarz, trener
  - Gilles Boyer, francuski prawnik, polityk
  - Kate Dickie, szkocka aktorka
  - Andriej Fied´kow, rosyjski piłkarz, trener
  - Tiina Vilenius, fińska lekkoatletka, tyczkarka
  - Oleg Woskobojnikow, kazachski piłkarz, bramkarz, trener pochodzenia rosyjskiego
  - Ned Zelic, australijski piłkarz pochodzenia chorwackiego
  - Edson Zwaricz, brazylijski piłkarz pochodzenia polskiego
- 5 lipca
  - Robbie Koenig, południowoafrykański tenisista
  - Derek McInnes, szkocki piłkarz, trener
  - Dzmitryj Wajciuszkiewicz, białoruski bard, multiinstrumentalista, kompozytor
- 6 lipca
  - Adam Laurent, amerykański kolarz torowy i szosowy
  - Ireneusz Zmora, polski piłkarz, trener, działacz sportowy
- 7 lipca
  - Christian Camargo, amerykański aktor
  - Melissa de la Cruz, amerykańska pisarka
  - Dariusz Henczel, polski perkusista, członek zespołu Oddział Zamknięty
  - Paweł Rabiej, polski dziennikarz, publicysta, samorządowiec
- 8 lipca
  - Frank Holzke, niemiecki szachista
  - Amanda Peterson, amerykańska aktorka (zm. 2015)
- 9 lipca
  - Marc Andreessen, amerykański przedsiębiorca
  - Ewa Konstancja Bułhak, polska aktorka, wokalistka
  - Scott Grimes, amerykański aktor, piosenkarz, kompozytor
  - Serhij Koniuszenko, ukraiński piłkarz, trener
  - Melissa Morrison-Howard, amerykańska lekkoatletka, płotkarka
  - Markus Nüssli, szwajcarski bobsleista
  - Zeke Steggall, australijski snowboardzista
- 10 lipca
  - Andrea Boldrini, włoski kierowca wyścigowy
  - Astrid Crabo, szwedzka badmintonistka
  - Rüdiger Gamm, niemiecki sawant
  - Diederik Samsom, holenderski polityk
  - Aaron D. Spears, amerykański aktor
  - Wojciech Szewko, polski wykładowca akademicki, publicysta, analityk ds. stosunków międzynarodowych
- 11 lipca
  - Albert Guardado, amerykański bokser
  - Leisha Hailey, amerykańska aktorka, piosenkarka, producentka muzyczna
  - Łukasz (Kowałenko), ukraiński biskup prawosławny
  - Piotr Kraśko, polski dziennikarz i prezenter telewizyjny
  - Michel Reimon, austriacki pisarz, dziennikarz, publicysta, polityk, eurodeputowany
- 12 lipca
  - Everaldo Begines, meksykański piłkarz
  - Joel Casamayor, kubański bokser
  - Tomasz Kammel, polski dziennikarz i prezenter telewizyjny
  - Rod Lawler, brytyjski snookerzysta
  - Piotr Liroy-Marzec, polski raper, producent muzyczny, przedsiębiorca, polityk, poseł na Sejm RP
- 13 lipca
  - Murilo Benício, brazylijski aktor, reżyser i scenarzysta filmowy
  - Vidar Evensen, norweski piłkarz
  - Richard Groenendaal, holenderski kolarz przełajowy
  - Tomas Haake, szwedzki perkusista, członek zespołu Meshuggah
  - Andris Sprūds, łotewski historyk, politolog
- 14 lipca:
  - Luigi Baricelli, brazylijski aktor, prezenter telewizyjny
  - Bobby Despotovski, australijski piłkarz, trener pochodzenia macedońsko-serbskiego
  - Filip Dujardin, belgijski fotograf architektury
  - Zaza Gogawa, gruziński generał
  - Mark LoMonaco, amerykański wrestler
  - Jari Mantila, fiński kombinator norweski
  - Ross Rebagliati, kanadyjski snowboardzista
  - Howard Webb, angielski sędzia piłkarski
- 15 lipca
  - Aleksandyr Dełczew, bułgarski szachista
  - François Lombard, francuski wspinacz sportowy
  - Danijela Martinović, chorwacka piosenkarka
  - Mariusz Śrutwa, polski piłkarz
  - Jason Wilcox, angielski piłkarz
- 16 lipca:
  - Jon Bakero, hiszpański piłkarz
  - Bibiana Beglau, niemiecka aktorka
  - Corey Feldman, amerykański aktor
  - Juliet Holness, jamajska polityczka
  - Ed Kowalczyk, amerykański wokalista pochodzenia polskiego, lider zespołu LIVE
  - Andrea Kuklová, słowacka koszykarka
- 17 lipca
  - Calbert Cheaney, amerykański koszykarz, trener
  - Cory Doctorow, kanadyjski pisarz science fiction, dziennikarz, bloger
  - Aleksandr Niewski, rosyjski kulturysta
  - Andrzej Twarowski, polski komentator sportowy
- 18 lipca
  - Martin Frändesjö, szwedzki piłkarz ręczny
  - Penny Hardaway, amerykański koszykarz
  - Sarah McLeod, nowozelandzka aktorka
  - Michał Powałowski, polski nauczyciel i samorządowiec, prezydent Gniezna
- 19 lipca:
  - Russell Allen, amerykański wokalista, członek zespołu Symphony X
  - Urs Bühler, szwajcarski śpiewak (tenor), członek zespołu wokalnego Il Divo
  - Cyryl (Diamandakis), cypryjski biskup prawosławny
  - Norbert Jaskot, polski szablista
  - Erik Jazet, holenderski hokeista na trawie
  - Oskars Kastēns, łotewski dziennikarz, polityk
  - Witalij Kłyczko, ukraiński bokser, polityk
  - Marek Łapiński, polski polityk, samorządowiec, poseł na Sejm RP, marszałek województwa dolnośląskiego
  - Naoki Soma, japoński piłkarz
- 20 lipca
  - Grzegorz Borek, polski raper, aktor (zm. 2009)
  - Sławomir Cenckiewicz, polski historyk, publicysta
  - Charles Johnson, amerykański baseballista
  - Pavel Němec, czeski prawnik, polityk
  - Sandra Oh, kanadyjska aktorka pochodzenia koreańskiego
  - Dzmitryj Wajciuszkiewicz, białoruski muzyk, multiinstrumentalista, kompozytor muzyki filmowej, pieśniarz
- 21 lipca
  - Anthony Beltoise, francuski kierowca wyścigowy
  - Jarosław Chmielewski, polski prawnik, polityk, senator RP
  - Charlotte Gainsbourg, brytyjsko-francuska aktorka, piosenkarka
  - Aleksiej Kudaszow, rosyjski hokeista, trener
  - Robert Kużdżał, polski żużlowiec
  - Erik Mykland, norweski piłkarz
  - Grzegorz Poźniak, polski muzykolog, kompozytor, pedagog
- 22 lipca:
  - Trista Bernier, kanadyjska lekkoatletka, tyczkarka
  - Adam Cooper, brytyjski aktor, tancerz, choreograf
  - Cyril Domoraud, iworyjski piłkarz
  - Micheil Kawelaszwili, gruziński piłkarz, polityk, prezydent Gruzji
  - Kristine Lilly, amerykańska piłkarka
  - Žygimantas Pavilionis, litewski polityk, dyplomata
  - Artur Wawryszuk, polski pisarz, krytyk teatralny
  - Wu Li-chuan, tajwańska zapaśniczka
- 23 lipca:
  - Gocza Dżamarauli, gruziński piłkarz
  - Chad Gracey, amerykański perkusista, członek zespołu LIVE
  - Alison Krauss, amerykańska piosenkarka, skrzypaczka
  - Monika Kruse, niemiecka didżejka, producentka muzyczna
  - Noriko Mizoguchi, japońska judoczka
  - Marcin Witko, polski nauczyciel, samorządowiec, polityk, prezydent Tomaszowa Mazowieckiego, poseł na Sejm RP
- 24 lipca
  - Dino Baggio, włoski piłkarz
  - Patty Jenkins, amerykańska reżyserka filmowa
  - Artur Krajewski, polski malarz, poeta, muzyk, reżyser
  - John Partridge, brytyjski aktor, wokalista, tancerz
  - André Schubert, niemiecki piłkarz, trener
- 25 lipca
  - Heather Corrie, amerykańska kajakarka górska
  - Roger Creager, amerykański wokalista i muzyk country
  - Kim Il-ong, północnokoreański zapaśnik
  - Aleš Križan, słoweński piłkarz
  - Tohpati, indonezyjski gitarzysta, autor tekstów
- 26 lipca
  - Igor Hałagida, polski historyk, wykładowca akademicki pochodzenia ukraińskiego
  - Andrzej Nakielski, polski piłkarz, trener
  - Petra Pechstein, szwajcarska lekkoatletka, tyczkarka
  - Mladen Rudonja, słoweński piłkarz
- 27 lipca
  - Alessandro Bertolini, włoski kolarz szosowy
  - Aleksiej Kobielew, rosyjski biathlonista
  - Eric Martsolf, amerykański aktor telewizyjny, piosenkarz, model
  - Paul Meier, niemiecki lekkoatleta, wieloboista
  - Marek Michalak, polski pedagog, działacz społeczny, Rzecznik Praw Dziecka
  - Davor Rogić, chorwacki szachista
  - Sajeeb Wazed, bangladeski polityk
- 28 lipca
  - Abu Bakr al-Baghdadi, iracki terrorysta, przywódca Państwa Islamskiego (zm. 2019)
  - Oskar Dawicki, polski artysta multimedialny
  - Tomáš Likavský, słowacki szachista, trener
  - Stephen Lynch, amerykański komik, muzyk
  - Ian McCulloch, angielski snookerzysta
  - Annie Perreault, kanadyjska łyżwiarka szybka, specjalistka short tracku
- 29 lipca
  - Bryan Dattilo, amerykański aktor
  - Lisa Ekdahl, szwedzka piosenkarka, kompozytorka
  - Christer Mattiasson, szwedzki piłkarz
  - Casten Nemra, marszalski polityk, prezydent Wysp Marshalla
  - Andrea Philipp, niemiecka lekkoatletka, sprinterka
- 30 lipca
  - Victor Alfieri, włoski aktor, producent filmowy i telewizyjny, model, kaskader
  - Calogero, francuski muzyk, kompozytor, wokalista
  - Mathias Fischer, niemiecki koszykarz, trener
  - Tom Green, kanadyjski satyryk, aktor, prezenter telewizyjny
  - Sagi Kalev, izraelski kulturysta, model, dietetyk
  - Rika Miyatani, japońska pianistka
  - Jerzy Pisulski, polski kulturysta
  - Christine Taylor, amerykańska aktorka
  - Grzegorz Widera, polski aktor
- 31 lipca
  - Christina Cox, kanadyjska aktorka
  - Elivélton, brazylijski piłkarz
  - John Lowery, amerykański gitarzysta, członek zespołu Marilyn Manson
  - Craig MacLean, brytyjski kolarz torowy
  - Bruno Prada, brazylijski żeglarz sportowy
  - Jorgos Sigalas, grecki koszykarz, trener
- 1 sierpnia
  - Ágúst Gylfason, islandzki piłkarz
  - Polina Kutiepowa, rosyjska aktorka
  - Anne Lindboe, norweska lekarka, działaczka samorządowa, burmistrz Oslo
  - Maciej Łubieński, polski historyk, dziennikarz, autor programów telewizyjnych i kabaretowych
  - Tomasz Majer, polski aktor kabaretowy
  - Bülent Uygun, turecki piłkarz, trener
- 2 sierpnia
  - Ángel Fernández, ekwadorski piłkarz
  - Michael Hughes, północnoirlandzki piłkarz
  - Sami Karppinen, fiński perkusista, muzyk sesyjny, inżynier dźwięku, producent muzyczny
  - Julie Parisien, amerykańska narciarka alpejska
  - Marina de Van, francuska aktorka, reżyserka i scenarzystka filmowa
- 3 sierpnia
  - Zlatibor Lončar, serbski chirurg, transplantolog, polityk, minister zdrowia
  - Pascal Renier, belgijski piłkarz
  - Kazuaki Tasaka, japoński piłkarz
  - Piotr Woźny, polski prawnik, urzędnik państwowy
  - Cathrine Zaborowski, norweska piłkarka pochodzenia polskiego
- 4 sierpnia:
  - Gianluca Capitano, włoski kolarz torowy
  - Jeff Gordon, amerykański kierowca wyścigowy
  - Ryszard Majer, polski samorządowiec, polityk, senator RP
  - Mandy Poitras, kanadyjska kolarka torowa
- 5 sierpnia:
  - Eric Bernotas, amerykański skeletonista
  - Laura Chiesa, włoska szpadzistka
  - Valdis Dombrovskis, łotewski polityk, premier Łotwy
  - Evil Jared Hasselhoff, amerykański gitarzysta basowy, członek zespołu Bloodhound Gang
  - Beata Kozikowska, polska aktorka
  - Karina Krawczyk, polsko-niemiecka aktorka, modelka
- 6 sierpnia:
  - Federico Giunti, włoski piłkarz
  - Conor McPherson, irlandzki pisarz, reżyser
  - Olga Owczynnikowa, białoruska siatkarka
- 7 sierpnia
  - Gregor Fučka, słoweńsko-włoski koszykarz
  - Gerry Peñalosa, filipiński bokser
  - Sydney Penny, amerykańska aktorka
  - Ignacy (Rumiancew), rosyjski biskup prawosławny
  - Arkadiusz Wójs, polski fizyk, wykładowca akademicki
  - Artūrs Zakreševskis, łotewski piłkarz
- 8 sierpnia
  - Danny Danon, izraelski polityk
  - Marek Hućko, polski żużlowiec
  - Niina Koskela, fińska szachistka
  - Walerij Mińko, rosyjski piłkarz
  - Wojciech Widłak, polski kompozytor
- 9 sierpnia
  - Yūko Daike, japońska aktorka
  - Mack 10, amerykański raper, aktor
  - Roman Romanienko, rosyjski pilot wojskowy, kosmonauta
  - Eric Stonestreet, amerykański aktor
  - Jon Toogood, nowozelandzki muzyk, wokalista, autor tekstów, członek zespołu Shihad
  - Nikki Ziering, amerykańska modelka, aktorka
- 10 sierpnia
  - Fábio Assunção, brazylijski aktor
  - Fernando Clavijo Batlle, hiszpański polityk, prezydent Wysp Kanaryjskich
  - Roy Keane, irlandzki piłkarz, trener
  - Mario Kindelán, kubański bokser
  - Justin Theroux, amerykański aktor
- 11 sierpnia:
  - Francina Armengol, hiszpańska polityk, prezydent Balearów
  - Alejandra Barros, meksykańska aktorka
  - Jacek Kopczyński, polski aktor
- 12 sierpnia:
  - Pete Sampras, amerykański tenisista
  - Mihailo Uvalin, serbski trener koszykarski
- 13 sierpnia – Katarzyna Herman, polska aktorka
- 14 sierpnia – Elżbieta Jarosz, polska lekkoatletka, biegaczka długodystansowa
- 15 sierpnia – Witold Odrobina, polski dziennikarz (zm. 2021)
- 17 sierpnia:
  - Laura Ballotta, włoska lekkoatletka, tyczkarka
  - Brendon Crooks, nowozelandzki judoka
- 18 sierpnia - Maciej Duszczyk, polski politolog, prorektor Uniwersytetu Warszawskiego, wiceminister
- 19 sierpnia:
  - Carole Delga, francuska polityk, prezydent regionu Oksytania
  - Mary Joe Fernández, amerykańska tenisistka
  - Agnieszka Jaroszewicz, polska koszykarka
- 20 sierpnia – Dariusz Piątek, polski polityk, samorządowiec, wicewojewoda mazowiecki
- 21 sierpnia:
  - Elisabeth de Brito, szwedzka curlerka
  - Liam Howlett, brytyjski muzyk zespołu The Prodigy
  - Bartosz Żurawiecki, polski krytyk filmowy, pisarz
- 23 sierpnia:
  - Małgorzata Seweryn, polska plastyczka, twórczyni ponad 250 ekslibrisów i ponad 250 obrazów oraz grafik, wystawiała na ponad 100 wystawach w kraju i za granicami
  - Piotr Stelmach, polski dziennikarz muzyczny i prezenter radiowy[5]
  - Gretchen Whitmer, amerykańska polityk, gubernator stanu Michigan
- 25 sierpnia – Jariw Horowic, izraelski reżyser
- 30 sierpnia:
  - Lars Frederiksen, amerykański gitarzysta, wokalista pochodzenia duńskiego, członek zespołów: UK Subs, Rancid i Lars Frederiksen and the Bastards(inne języki)
  - Idalmis Gato, kubańska siatkarka
  - Marianne Kriel, południowoafrykańska pływaczka
  - Katherine Megan McArthur, amerykańska inżynier, oceanolog, astronautka
  - Katarzyna Nosowska, polska piosenkarka, autorka tekstów
- 31 sierpnia:
  - Sabrina Giusto, brazylijska tenisistka
  - Pádraig Harrington, irlandzki golfista
  - Erika Jurinová, słowacka nauczycielka, polityk, przewodnicząca kraju żylińskiego
  - Kinga Preis, polska aktorka
  - Chris Tucker, amerykański aktor, komik
- 2 września:
  - Andreja Koblar, słoweńska biathlonistka
  - Shauna Sand, amerykańska modelka, aktorka
- 3 września – Anna Białkowska, polska pedagog, samorządowiec, posłanka na Sejm RP
- 5 września – Dariusz Rogowski, polski ekonomista, podsekretarz stanu w Ministerstwie Sportu i Turystyki
- 6 września:
  - Dolores O’Riordan, wokalistka grupy The Cranberries (zm. 2018)
  - Anthony Goldwire, amerykański koszykarz, trener
- 9 września:
  - Waldemar Sługocki, polski politolog, urzędnik samorządowy i państwowy, polityk
  - Henry Thomas, amerykański aktor
  - Tomasz Zając, polski samorządowiec, burmistrz Hrubieszowa
- 10 września – Carmen Haage, niemiecka lekkoatletka, tyczkarka
- 11 września – Alessandra Rosaldo, meksykańska aktorka i piosenkarka
- 12 września – Terry Dehere, amerykański koszykarz
- 13 września – Goran Ivanišević, chorwacki tenisista
- 16 września:
  - Matt Hall(inne języki), australijski pilot
  - Amy Poehler, amerykańska aktorka
- 17 września:
  - Waldemar Andzel, polski polityk
  - Adriana Sklenaříková, słowacka modelka, aktorka
- 18 września:
  - Lance Armstrong, amerykański kolarz szosowy
  - Anna Nietriebko, rosyjska śpiewaczka operowa (sopran)
  - Jada Pinkett Smith, amerykańska aktorka, piosenkarka
- 20 września:
  - Elmar Brandt, niemiecki artysta, imitator głosu
  - Aimee Graham, amerykańska aktorka
  - Henrik Larsson, szwedzki piłkarz
  - Tomasz Nowak, polski dominikanin
- 21 września – Radosław Brzozowski, artysta fotograf, anglista, podróżnik, tłumacz, autor, nauczyciel fotografii
- 24 września – Guðrún Arnardóttir, islandzka lekkoatletka
- 26 września - Alexandra Dobolyi, węgierska polityk, eurodeputowana
- 27 września:
  - Amanda Detmer, amerykańska aktorka
  - Agata Kulesza, polska aktorka
  - Agata Suszka, polska biathlonistka
- 29 września:
  - Mackenzie Crook, brytyjski aktor filmowy
  - Tanoka Beard, amerykański koszykarz
- 30 września:
  - Leila Barros, brazylijska siatkarka halowa i plażowa
  - Giancarlo Judica Cordiglia, węgierski aktor, komik, reżyser, scenarzysta
  - Jenna Elfman, amerykańska aktorka
  - Dmytro Jarosz, ukraiński polityk
  - Adam Juretzko, niemiecki zapaśnik
  - György Mizsei, węgierski bokser
  - Marcin Pawłowski, polski dziennikarz i prezenter telewizyjny (zm. 2004)
  - Eustacio Rizo, meksykański piłkarz
  - Tobias Zilliacus, fiński aktor
- 1 października – Helena Dobrovoljc, słoweńska językoznawczyni, slowenistka, wykładowczyni akademicka
- 2 października - Anna Palka, polska policjantka, aktorka niezawodowa
- 3 października – Sean Duffy, amerykański polityk, kongresmen ze stanu Wisconsin
- 5 października – Tietiej Alibiekowa, radziecka i rosyjska zapaśniczka
- 6 października – Lola Dueñas, hiszpańska aktorka
- 8 października:
  - Michał Gramatyka, polski prawnik, samorządowiec, wicemarszałek województwa śląskiego
  - Jarosław Sachajko, polski ekonomista, polityk, poseł na Sejm RP
- 9 października – Alexandre Joly, francuski duchowny katolicki, biskup Troyes
- 12 października:
  - Magdalena Dandourian, polska aktorka, kierownik produkcji telewizyjnej, producentka, reżyserka, scenarzystka
  - Ionel Gane, rumuński piłkarz, trener
  - Andrius Janukonis, litewski przedsiębiorca, inwestor giełdowy
  - Gunar Kirchbach, niemiecki kajakarz, kanadyjkarz
  - Oleg Nowicki, rosyjski pilot wojskowy, kosmonauta
  - Luisa Revilla, peruwiańska polityczka
- 17 października:
  - Martin Heinrich, amerykański polityk, senator ze stanu Nowy Meksyk
  - Tomasz Jacek Kiliński, polski ekonomista, samorządowiec, burmistrz Nowej Rudy
- 18 października – Yoo Sang-chul, południowokoreański piłkarz (zm. 2021)
- 19 października:
  - Luzia Ebnöther, szwajcarska curlerka
  - Hansjörg Jäkle, niemiecki skoczek narciarski, mistrz olimpijski
- 20 października:
  - Snoop Dogg, amerykański raper, aktor, producent muzyczny
  - Kimberly Po, amerykańska tenisistka
- 21 października:
  - Nick Oliveri, amerykański gitarzysta zespołów: Kyuss i Queens Of The Stone Age
  - Paul Telfer, szkocki piłkarz, reprezentant Szkocji
  - Thomas Ulsrud, norweski curler (zm. 2022)
- 22 października – Amanda Coetzer, południowoafrykańska tenisistka
- 23 października – Andrzej Nowakowski, polski polityk
- 25 października – Jerzy Gorzelik, polski działacz samorządowy, członek zarządu województwa śląskiego
- 29 października:
  - Klara Badano, włoska błogosławiona katolicka (zm. 1990)
  - Winona Ryder, amerykańska aktorka filmowa
- 3 listopada:
  - Darrin Hancock, amerykański koszykarz
  - Alison Williamson, brytyjska łuczniczka sportowa
- 7 listopada:
  - Elvedin Beganović, bośniacki piłkarz, trener
  - Swietłana Bodricka, kazachska lekkoatletka, sprinterka
  - Zak Brown, amerykański kierowca wyścigowy, przedsiębiorca
  - Robin Finck, amerykański gitarzysta, członek zespołów: Nine Inch Nails i Guns N’ Roses
  - Stephan Volkert, niemiecki wioślarz
  - Piotr Głuchowski, polski kulturysta, kaskader oraz aktor
- 8 listopada:
  - Sami Repo, fiński biegacz narciarski
  - Karin Rodrigues, brazylijska siatkarka
  - Filip Świtała, polski prawnik, urzędnik państwowy
  - Tech N9ne, amerykański raper
- 10 listopada:
  - Grzegorz Sapiński, polski samorządowiec, prezydent Kalisza
  - Mario Abdo Benítez, paragwajski polityk, prezydent Paragwaju
- 12 listopada – Yu Seong-ju, południowokoreański aktor
- 17 listopada - Agnieszka Roszig, polska działaczka społeczna, samorządowiec
- 18 listopada – Mieczysław Agafon, polski piłkarz
- 19 listopada – Elżbieta Bojanowska, polska socjolog i urzędniczka państwowa, podsekretarz stanu w Ministerstwie Rodziny, Pracy i Polityki Społecznej
- 22 listopada:
  - Allan Mørkøre, farerski piłkarz
  - Michał Wójcik, polski artysta kabaretowy
- 23 listopada – Vin Baker, amerykański koszykarz
- 25 listopada – Christina Applegate, amerykańska aktorka
- 26 listopada:
  - Grzegorz Lipiec, polski polityk, członek zarządu województwa małopolskiego, poseł na Sejm VIII kadencji
  - Anna Millward, australijska kolarka szosowa
- 28 listopada – Weronika Marczuk, ukraińska aktorka, producentka filmowa
- 29 listopada - Amy Peterson, amerykańska łyżwiarka szybka
- 30 listopada – Kristi Noem, amerykańska polityk, kongreswoman ze stanu Dakota Południowa
- 1 grudnia - Adela Garcia, dominikańska zawodniczka fitness, kulturystka
- 2 grudnia – Rachel McQuillan, australijska tenisistka
- 3 grudnia – Andrzej Kochański, polski lekarz genetyk
- 4 grudnia:
  - Sara Gideon, amerykańska polityk, członkini Izby Reprezentantów Maine
  - Anna Makino, japońska piosenkarka
- 5 grudnia:
  - Ashia Hansen, brytyjska lekkoatletka, trójskoczkini
  - Katarzyna Wojsz, polska dialogistka
  - Vilayət Ağayev, azerski zapaśnik
- 6 grudnia:
  - Rika Hiraki, japońska tenisistka
  - Odd-Bjørn Hjelmeset, norweski biegacz narciarski
  - Richard Krajicek, holenderski tenisista pochodzenia czeskiego
  - Matt Maloney, amerykański koszykarz
  - Ryan White, Amerykanin zmarły na AIDS (zm. 1990)
- 7 grudnia:
  - Chasey Lain, amerykańska aktorka pornograficzna
  - Agnieszka Michalska, polska aktorka
- 9 grudnia – Aleksandra Gajewska, polska aktorka, działaczka samorządowa, wicemarszałek województwa śląskiego
- 10 grudnia – Barbara Hajcel, polska kajakarka
- 11 grudnia:
  - Izabela Czajko, polska lekkoatletka, sprinterka
  - Sebastian Konrad, polski aktor
- 12 grudnia:
  - Martin Mrva, słowacki szachista
  - Khassaraporn Suta, tajska sztangistka
  - Haegue Yang, południowokoreańska rzeźbiarka
  - Agata Zawiszewska, polska literaturoznawczyni, profesor nauk humanistycznych
- 15 grudnia – Edyta Olszówka, polska aktorka
- 16 grudnia – Paul van Dyk (Matthias Paul), niemiecki DJ i producent muzyczny
- 17 grudnia:
  - Antoine Rigaudeau, francuski koszykarz
  - Jacek Cichocki, polski socjolog, polityk, minister spraw wewnętrznych
  - Claire Forlani, brytyjska aktorka
  - Igor Kokoškov, serbski trener koszykarski
  - Nikki McCray, amerykańska koszykarka
- 18 grudnia:
  - Arantxa Sánchez Vicario, hiszpańska tenisistka
  - Jarosław Pijarowski, polski twórca awangardowy
- 19 grudnia - Amy Locane, amerykańska aktorka
- 21 grudnia:
  - Alice Bah Kuhnke, szwedzka dziennikarka, polityk
  - Anna Kszak, polska lekkoatletka, biegaczka długodystansowa
  - Agnieszka Szondermajer, polska piłkarka
- 23 grudnia – Ewa Wiśnierska, polska pilotka sportu paralotniowego
- 24 grudnia – Ricky Martin, latynoski piosenkarz pochodzenia portorykańskiego
- 25 grudnia – Justin Trudeau, kanadyjski polityk, premier Kanady
- 26 grudnia:
  - Carl Fletcher, kanadyjski piłkarz pochodzenia montserrackiego
  - Jun’ichi Inoue, japoński łyżwiarz szybki
  - Jared Leto, amerykański gitarzysta, wokalista, członek zespołu 30 Seconds to Mars, aktor, reżyser filmowy
  - Mika Nurmela, fiński piłkarz
  - Alexandra Rapaport, szwedzka aktorka pochodzenia żydowskiego
  - Tatiana Sorokko, rosyjsko-amerykańska modelka, kolekcjonerka haute couture i dziennikarka
  - Markus Wüst, szwajcarski kombinator norweski
- 27 grudnia – Artur Andrus, polski dziennikarz, piosenkarz, artysta kabaretowy
- 28 grudnia – Roberto Cecon, włoski skoczek narciarski
- 29 grudnia - Anna Chrapusta, polska lekarz, specjalistka chirurgii plastycznej
- 30 grudnia:
  - Bartosz Arłukowicz, polski polityk
  - Danuta Polewska, polska spadochroniarka
- data dzienna nieznana: 
  - Carlos Diehz – meksykański aktor i architekt
  - Konrad Jędrzejewski – polski elektronik
  - Andrzej Miszkurka – polski redaktor, wydawca, publicysta

## Nagrody Nobla
- z fizyki – Dennis Gabor
- z chemii – Gerhard Herzberg
- z medycyny – Earl Sutherland
- z literatury – Pablo Neruda
- nagroda pokojowa – Willy Brandt
- z ekonomii – Simon Kuznets

## Fikcja
- Tommy Vercetti trafia do więzienia na 15 lat.

## Zdarzenia astronomiczne
- 9 lutego – zaćmienie Księżyca
- 6 sierpnia – całkowite zaćmienie Księżyca, jedno z najdłuższych w XX wieku, 1 godz. 41 min.
- 10 sierpnia – Wielka opozycja Marsa
- Ogromna burza piaskowa na Marsie.

## Święta ruchome
- Tłusty czwartek: 18 lutego
- Ostatki: 23 lutego
- Popielec: 24 lutego
- Niedziela Palmowa: 4 kwietnia
- Wielki Czwartek: 8 kwietnia
- Pamiątka śmierci Jezusa Chrystusa: 9 kwietnia
- Wielki Piątek: 9 kwietnia
- Wielka Sobota: 10 kwietnia
- Wielkanoc: 11 kwietnia
- Poniedziałek Wielkanocny: 12 kwietnia
- Wniebowstąpienie Pańskie: 20 maja
- Zesłanie Ducha Świętego: 30 maja
- Boże Ciało: 10 czerwca